# The 1989 World Tour
The 1989 World Tour là chuyến lưu diễn thứ tư của nữ ca sĩ kiêm sáng tác nhạc người Mỹ Taylor Swift nhằm quảng bá cho album phòng thu thứ năm của cô, 1989 (2014). Khởi động tại Tokyo Dome, Nhật Bản vào ngày 5 tháng 5 năm 2015, chuyến lưu diễn tiếp tục đi qua 21 sân vận động, 32 nhà thi đấu đa năng và hai lễ hội âm nhạc tại 55 thành phố ở châu Á, châu Âu, Bắc Mỹ và châu Đại Dương trước khi kết thúc tại AAMI Park, Melbourne, Úc vào ngày 12 tháng 12 năm 2015. Khác với ba chuyến lưu diễn trước, The 1989 World Tour đánh dấu sự thay đổi hoàn toàn trong phong cách của Swift từ dòng nhạc đồng quê sang dòng nhạc pop. Xuyên suốt hành trình, Swift đã gây bất ngờ cho khán giả ở nhiều thành phố bằng việc mời các khách mời đặc biệt là nghệ sĩ, diễn viên, người mẫu, bạn diễn cùng cô trong các video âm nhạc lên sân khấu.
The 1989 World Tour đa phần nhận được những đánh giá tích cực từ các nhà phê bình âm nhạc, với lời khen ngợi tính năng động và khả năng dàn dựng chương trình. Chuyến lưu diễn đạt thành công lớn về mặt thương mại, thu về trên 250,7 triệu đô-la Mỹ với gần 2,3 triệu vé tiêu thụ từ 83 đêm diễn theo thống kê của Billboard, trở thành chuyến lưu diễn có doanh thu cao nhất trong năm 2015. Riêng với doanh thu 199,4 triệu đô-la Mỹ tại thị trường Bắc Mỹ, The 1989 World Tour phá vỡ kỉ lục của ban nhạc The Rolling Stone để trở thành chuyến lưu diễn có doanh thu cao nhất mọi thời đại tại khu vực này.
Bộ phim tư liệu về chuyến lưu diễn với tựa đề The 1989 World Tour Live, ghi hình đêm nhạc có số lượng người tham dự cao nhất của Swift trước gần 76.000 khán giả tại sân vận động ANZ, Sydney vào ngày 28 tháng 11 năm 2015, được phát hành độc quyền trên dịch vụ âm nhạc trực tuyến Apple Music từ ngày 20 tháng 12 năm 2015.

## Bối cảnh và thông báo lịch trình

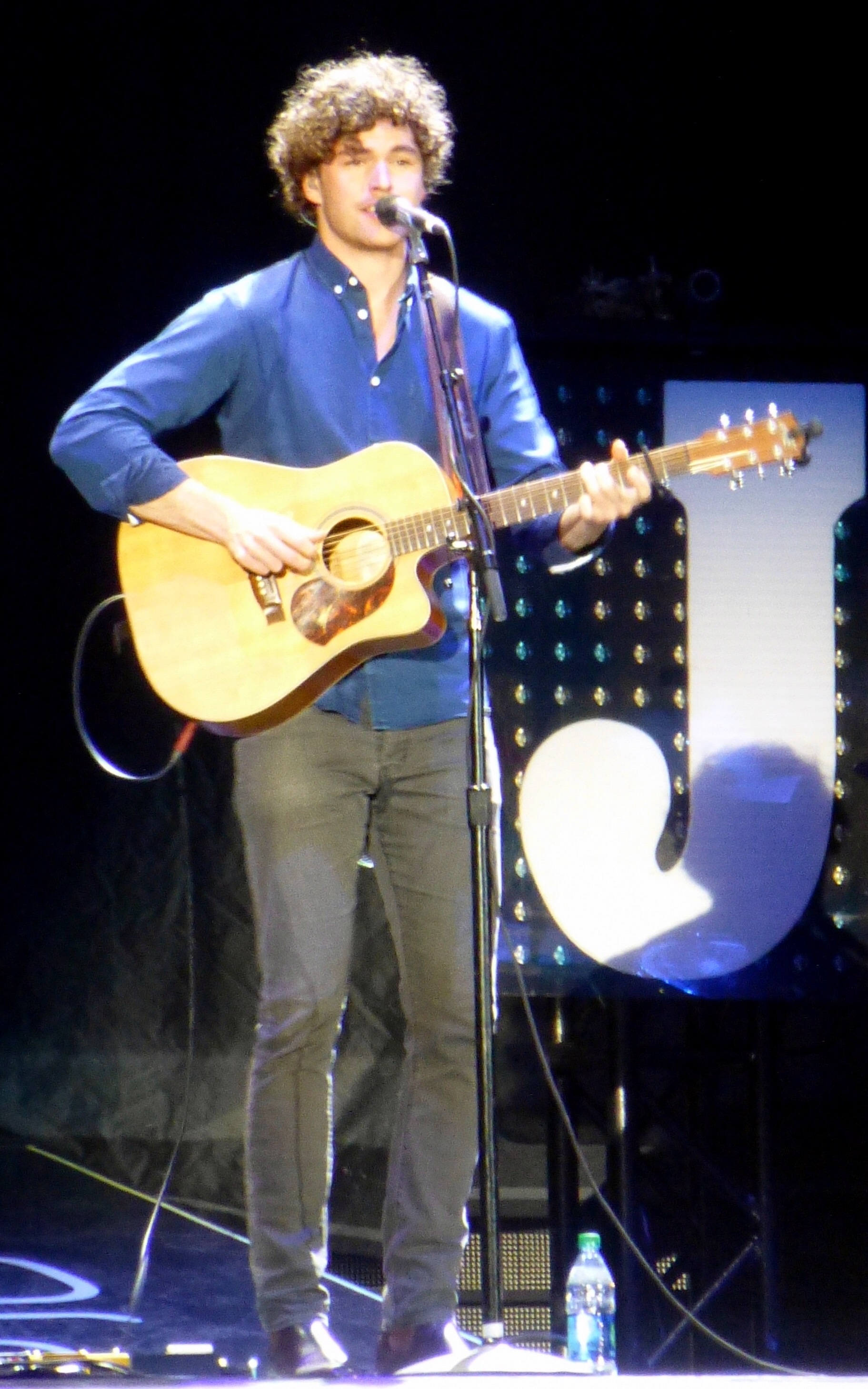
Vance Joy đồng hành cùng Swift trong phần lớn hành trình của The 1989 World Tour với vai trò là nghệ sĩ mở màn.

Trong khi đang thực hiện chuyến lưu diễn The Red Tour vào năm 2013, Swift bắt đầu việc sáng tác cho album tiếp theo. Tháng 6 năm 2014, The Red Tour khép lại sau 86 đêm diễn với tổng doanh thu đạt 150,2 triệu USD (18.567 triệu USD theo thời giá năm 2022), trở thành chuyến lưu diễn có doanh thu cao nhất mọi thời đại bởi một nghệ sĩ nhạc đồng quê. Hơn bốn tháng sau, Swift chính thức phát hành album phòng thu thứ năm mang tựa đề 1989 mà được cô mô tả là "album mang tư liệu pop chính thức đầu tiên", đánh dấu giai đoạn nổi bật cho sự biến chuyển về mặt âm nhạc của Swift từ thể loại pop đồng quê sang các yếu tố pop mang tính truyền thông hơn. Trong khi tham gia biểu diễn trên chương trình Good Morning America tại Quảng trường Thời đại vào ngày 30 tháng 10 năm 2014, Swift tiết lộ cô mong muốn thực hiện một chuyến lưu diễn tại các nhà thi đấu đa năng, đồng thời cho biết mình "đang ở giai đoạn đầu trong kế hoạch tạo dựng chương trình". Đến ngày 3 tháng 11, nữ ca sĩ chính thức thông báo chuyến lưu diễn trên Twitter của mình bằng đoạn tweet có nội dung "#The1989WorldTour is happening!" cùng một liên kết đến trang web chính thức của cô, nơi khán giả có thể tìm thấy lịch diễn. Swift cũng cho biết Vance Joy sẽ là nghệ sĩ mở màn cho hầu hết các đêm nhạc tại Bắc Mỹ trong khi Shawn Mendes tham gia mở màn cho buổi diễn tại các sân vận động. Chương trình lúc đó dự kiến đi qua tám quốc gia ở bốn châu lục, xuất phát tại thành phố Bossier, Hoa Kỳ vào ngày 20 tháng 5 năm 2015 và kết thúc vào tháng 12 cùng năm tại Úc, với 57 ngày diễn đầu tiên đã ấn định sẵn tại Bắc Mỹ và châu Âu.
Trong một cuộc họp báo vào ngày 6 tháng 11 năm 2014, Swift công bố chuyến lưu diễn sẽ khởi động tại Tokyo với hai đêm diễn vào ngày 5 và 6 tháng 5 năm 2015 thay vì tại thành phố Bossier. Hai đêm diễn tại St. Louis ban đầu định tổ chức vào ngày 13 và 14 tháng 10 tháng 2015 bất ngờ bị hủy bỏ, nhường chỗ cho đêm diễn mới tại Houston, và Swift chỉ còn diễn tại thành phố này một đêm vào ngày 28 tháng 9. Cuối tháng 11 năm 2014, Ellie Goulding và John Newron xác nhận tham gia mở màn cho đêm diễn tại Luân Đôn. Lịch diễn cụ thể cho khán giả Úc và Ireland được công bố vào đầu tháng 12 năm 2014. Giữa tháng 1 năm 2015, Swift thông báo Vance Joy sẽ là nghệ sĩ mở màn cho các đêm diễn tại Glasgow, Manchester, Dublin trong khi James Bay tham gia mở màn tại Cologne và Amsterdam. Hai tuần sau, HAIM là nhóm nghệ sĩ tiếp theo xác nhận tham gia mở màn cho chuyến lưu diễn. Tháng 4 năm 2015, cô bổ sung thêm hai nghệ sĩ mở màn Rae Moris và Vance Joy cho chương trình tại Luân Đôn. Trong khi đang lưu diễn tại châu Âu vào tháng 6 năm 2015, Swift công bố chặng châu Á thứ hai với các đêm diễn tại Singapore và Thượng Hải.
Dù không được liệt kê trong hành trình The 1989 World Tour, một số tờ báo và trang web của lễ hội Rock in Rio USA lại cho rằng buổi diễn ngày 15 tháng 5 năm 2015 tại Las Vegas là ngày Swift khởi động chặng Bắc Mỹ. Billboard chú ý đến tấm màn che sân khấu trước khi Swift xuất hiện được trang trí bằng một chiếc máy cassette cùng dòng chữ "The 1989 World Tour" trong khi trang web của lễ hội Rock in Rio USA báo cáo rằng Swift đã mang chuyến lưu diễn đến lễ hội với toàn bộ ban nhạc và sân khấu kiểu cánh quạt.

## Triển khai
Chuyến lưu diễn mất 7 tháng để lập kế hoạch trước 3 tháng diễn tập âm nhạc, 4 tuần để tập luyện trên sân khấu tại Nashville và 10 ngày diễn tập với trang phục tại Pennsylvania. Mong muốn của Swift là làm cho chuyến lưu diễn này thật sự khác biệt với các chuyến lưu diễn trước. Từ việc lập kế hoạch, thiết kế sân khấu cho đến việc tập luyện cùng với các vũ công và diễn tập âm nhạc với ban nhạc, tất cả đã được bắt đầu từ tháng 11 năm 2014 và kết thúc ngay trước khi cô lên đường cho hai buổi diễn tại Nhật Bản.

### Thiết kế sân khấu

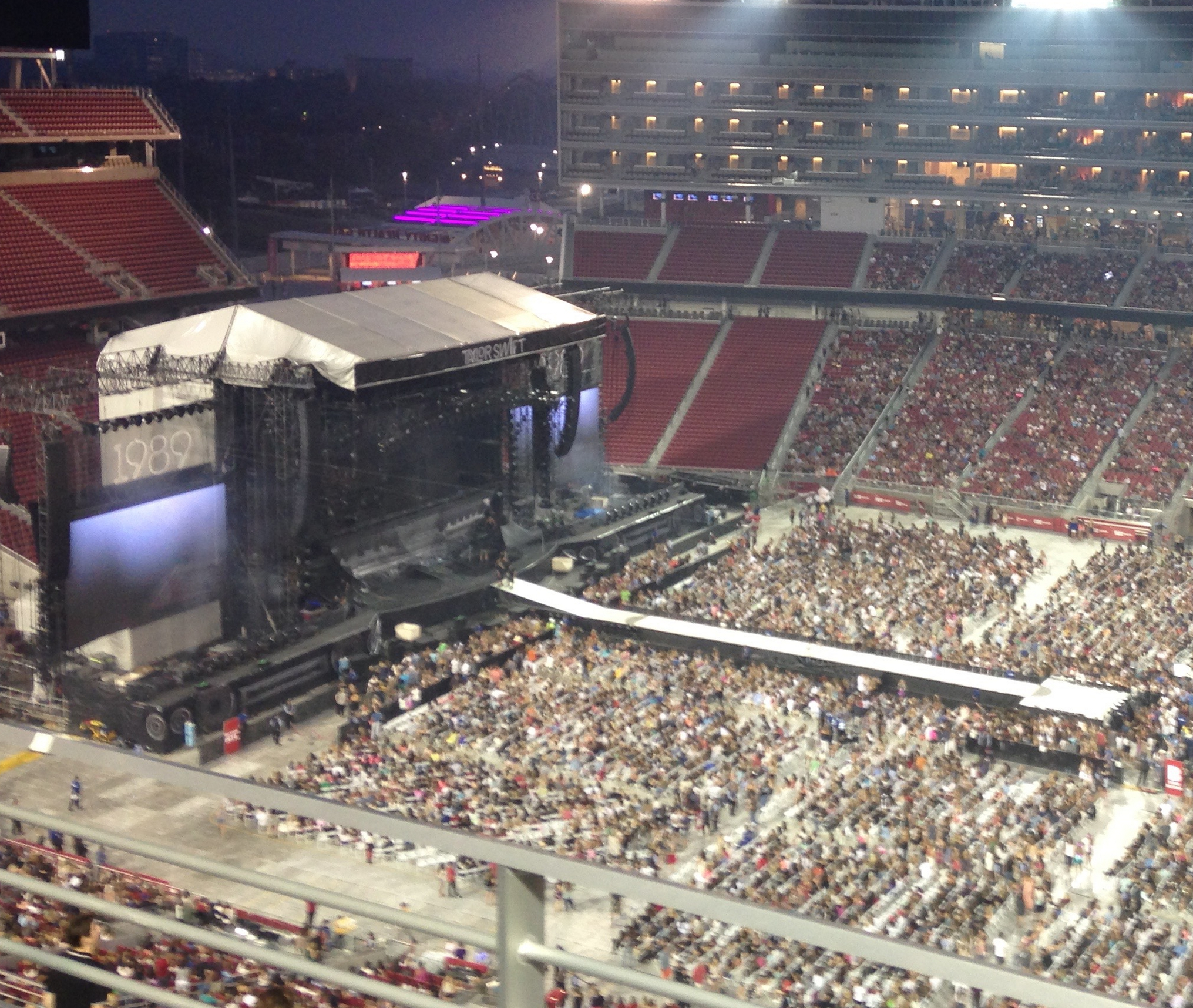
Toàn cảnh hệ thống sân khấu tại một sân vận động với một sàn diễn kéo dài có khả năng xoay vòng.

Sân khấu A (sân khấu chính) là sân khấu lớn nhất, là vị trí của các thành viên trong ban nhạc. Có hai thang máy để đưa Swift, khách mời đặc biệt, vũ công và các đạo cụ biểu diễn từ hậu trường lên trên hoặc xuống dưới. Có bốn phòng thay đồ riêng cho Swift, cho các vũ công, cho các ca sĩ hát bè và cho ban nhạc nằm dưới sân khấu nhằm giúp việc thay đổi trang phục diễn ra thật nhanh và nhịp nhàng.
Nối giữa sân khấu A và sân khấu B là sân khấu được xây dựng dành riêng cho Swift, có tính năng là một trong những loại sàn catwalk do Swift và những người cộng sự thiết kế. Đó là một dạng sân khấu kiểu cánh quạt có độ dài 100 feet (khoảng 30,5 m) với trọng lượng 40.000 pound (khoảng 18 tấn) và có thể chứa 13 người trong khi di chuyển. Sân khấu kiểu cánh quạt này có thể xoay tròn không giống như bất kì loại sân khấu dạng chuyển động nào trước đó và phải mất 6 tháng để thiết kế, xây dựng và thử nghiệm. Khung của cánh quạt khổng lồ nặng 40.000 pound và trục bánh trung tâm nặng 10.000 pound (khoảng 4,5 tấn). Đặt dưới sân khấu là 62 tấm sàn để cho phép nó di chuyển trên đường ray như một đầu tàu. Ngoài ra, cần phải nối lại với nhau 51 tấm acrylic nhằm tạo thành một bề mặt có thể di chuyển ở trên, mỗi miếng nặng 100 pound (khoảng 45 kg). Theo như thiết kế, sân khấu kiểu cánh quạt có thể quay 2 vòng mỗi phút với tốc độ di chuyển trên đường ray gần 9 m/s. Độ cao tối đa mà sân khấu này có thể nâng lên là 16 feet (khoảng 4,8 m).

### Việc diễn tập
Đầu tháng 3 năm 2015, Swift đến Los Angeles để tiến hành việc tuyển dụng vũ công cho chuyến lưu diễn. Đã có 500 người nộp hồ sơ để nhưng cuối cùng chỉ có 12 người được chọn. Ban nhạc của Swift gồm có một người chơi piano, một người chơi guitar, một người chơi guitar bass, một người chơi cả guitar và phím bấm, một người chơi trống. Khi chuẩn bị cho chuyến lưu diễn, ban nhạc đã có 3 tháng cho việc luyện tập âm nhạc. Bốn ca sĩ hát bè còn học một số vũ đạo để màn trình diễn thêm thật ấn tượng. Swift từng chia sẻ rằng ban nhạc của cô có thể học một bài hát trong vòng một giờ.
Trong một cuộc phỏng vấn với tạp chí Time, Swift cho biết: "Danh sách tiết mục chủ yếu là từ album 1989.[..] Nếu bạn nhìn vào phần cấu thành âm nhạc trước đây của tôi, cũng như các yếu tố sản xuất, có rất nhiều trống, guitar acoustic, guitar điện và các thanh trầm. Và nếu bạn nhìn vào album 1989, nó chủ yếu là hòa âm, trống tự động và các loại âm thanh có khuynh hướng sử thi, thanh trầm, và âm thanh nhiều lớp. Tôi có một ban nhạc lớn, những 14 người cơ đấy. Bạn sẽ cảm thấy ấn tượng với phần âm nhạc này nhưng không bao giờ bạn sẽ cảm thấy nó ồn ào hay quá tải". Vài tháng sau, trong một cuộc phỏng vấn với KIIS-FM, Swift tiết lộ "tất cả người hâm mộ dường như nói rằng họ không muốn bất kì bài hát nào từ album 1989 bị loại ra khỏi danh sách tiết mục".
Một số đạo cụ dùng trong suốt buổi diễn gồm dấu hiệu Neon nhằm mô tả khung cảnh thành phố New York, dù và trang phục có đèn LED, khung ảnh mạ vàng có kích thước lớn, 12 cánh cửa, thiết bị dùng để nhào lộn, các bản sao của mái nhà, máy bay giấy khổng lồ và một chiếc gậy golf. Chiếc đàn piano được thiết kế bằng cách thổi một loại chất liệu qua nước nhằm tạo thành một khuôn. Sau đó, người ta lắp vào khuôn những sợi thủy tinh và kim loại để tạo thành một loại phím đàn cho Swift. Các đạo cụ đều được trang bị bánh xe để dễ dàng di chuyển vào trong và ra khỏi thang máy cũng như xung quanh sân khấu. Mất đến 7 tháng để lập kế hoạch, chế tạo và thử nghiệm các đạo cụ.
Việc diễn tập diễn ra trong vòng 4 tuần trước khi chuyến lưu diễn mở màn tại Tokyo, một ngày có thể diễn ra hai lần diễn tập.

### Công tác hậu trường
Tại Bắc Mỹ, chuyến lưu diễn di chuyển từ thành phố này sang thành phố khác với 26 xe đầu kéo container mang 150 xe đẩy và rương chứa dụng cụ, thiết bị vật liệu cùng 11 xe buýt chở 146 nhân viên phục vụ toàn thời gian cho chuyến lưu diễn. Swift chọn hai mẫu thiết kế cho vỏ bọc xe tải nên 13 chiếc xe đầu kéo sẽ mang một mẫu và 13 chiếc còn lại là một mẫu khác. Mỗi xe container dài khoảng 53 feet (khoảng 16 m). Các chiếc xe buýt của nhân viên có một phòng khách ở phía trước xe, 12 giường ngủ ở giữa xe buýt và một phòng khách bổ sung ở phía đuôi xe.
Ngoài các nhân viên phục vụ toàn thời gian, ban tổ chức còn thuê khoảng 125-150 lao động để giúp việc dàn dựng sân khấu. Khi xe container dỡ các thiết bị vật liệu xuống, các nhân viên lắp ráp sẽ leo lên vị trí cao của địa điểm tổ chức để treo các loại cáp thép và sử dụng động cơ dây xích cẩu giàn nhôm lên trần. Giàn nhôm giữ tất cả các đèn chiếu sáng, loa và pháo sáng. Khoảng 30 lao động và 3 nhân viên lắp ráp của chuyến lưu diễn phải làm việc trong 4 giờ để hoàn thành nhiệm vụ này. Tiếp theo, các nhân viên bắt đầu lắp ráp sân khấu chính trên sàn của địa điểm tổ chức, đồng thời bắt đầu xây dựng sân khấu kiểu cánh quạt. 3 (hoặc 5) màn hình LED khổng lồ được lắp ráp và treo tại chỗ, một số kĩ thuật viên sẽ kiểm tra về chất lượng hình ảnh thông qua các video mà sẽ được trình chiếu trong buổi diễn. Sau khi hoàn chỉnh việc xây dựng sân khấu, các kĩ thuật viên bắt đầu cài đặt dụng cụ cho ban nhạc. Toàn bộ quá trình xây dựng này mất khoảng 6 đến 8 tiếng đối với một nhà thi đấu thể thao. Riêng tại các sân vận động, sân khấu chính còn có thêm một cấu trúc mái nên cần phải có thêm một ngày để hoàn thành. Quá trình tháo dỡ sân khấu mất khoảng 2,5 giờ. Nhiều người trong số họ đã làm việc cho Swift từ kỉ nguyên Fearless.
Loft' 89 là một phòng hậu trường cho Swift chào đón nhân viên đài phát thanh, gặp gỡ và chào hỏi người chiến thắng trong một số cuộc thi hướng đến chuyến lưu diễn, và một số người hâm mộ may mắn. Loft' 89 được tạo ra trong quan hệ đối tác với Xfinity. Loft' 89 được thiết kế lấy cảm hứng từ một căn một gác xép ở thành phố New York. Căn phòng được trang trí đồ nội thất, xung quanh là miếng dán tường mô phỏng các dầm gỗ của một căn gác xép và một cửa sổ giả nhằm tái hiện cảnh quan của thành phố New York. Bố trí dọc trên đường đi đến Loft' 89 là các tủ kính trưng bày những bộ trang phục của Swift khi cô xuất hiện trên thảm đỏ, trên TV và trong các chuyến lưu diễn trước. Ngoài ra, căn phòng còn trưng bày cuộn ảnh và có sẵn thức ăn nhẹ. Trong suốt buổi diễn, một nhóm nhân viên của The 1989 World Tour sẽ đi về phía khán giả và tìm kiếm những người hâm mộ nhiệt tình với trang phục độc đáo. Một số ít may mắn được mời đến Loft' 89 sau khi buổi diễn kết thúc.

### Khách mời đặc biệt
Swift đã gây bất ngờ cho khán giả ở nhiều đêm diễn bằng việc mời các khách mời đặc biệt tham gia chuyến lưu diễn. Hơn 50 nghệ sĩ đã song ca cùng Swift trên sân khấu, ngoài ra cô còn mời bạn của mình, đặc biệt là những người góp mặt trong video âm nhạc "Bad Blood". Swift nghĩ rằng:"Mỗi người trong khán giả có lẽ sẽ biết tôi mặc trang phục gì, họ có thể biết được danh sách biểu diễn nếu họ thật sự muốn và vì vậy tôi đã quyết định mời khách mời đặc biệt [..] Khán giả chắc chắn sẽ hào hứng và đó là một khoảnh khắc tuyệt vời cho những người tham gia buổi diễn". Nữ nghệ sĩ đã lập kế hoạch về việc mời các khách mời từ nhiều tháng nhưng cũng có một số khách mời được Swift mời lên sân khấu trước khi buổi diễn bắt đầu khoảng vài ngày hoặc thậm chí chỉ trước 40 phút như John Legend.
Trong quá trình diễn tập cùng với các khách mời là nghệ sĩ, Swift thường thảo luận kĩ với họ sẽ quyết định màn trình diễn trông như thế nào cũng như bàn về việc dàn dựng vũ đạo, huy động các vũ công vào màn trình diễn hoặc đơn giản chỉ có cô và nghệ sĩ đó. Nhưng trước hết, điều đầu tiên mà Swift hỏi các nghệ sĩ là họ muốn vòng tay khán giả có màu gì khi trình diễn bài hát, điều tiếp theo là nghệ sĩ đó muốn xuất hiện trên sân khấu bằng thang máy nào, họ có muốn ngồi ghế dài hay sử dụng pháo sáng không. Swift nói thêm: "Tôi không muốn họ đến và cống hiến thời gian cũng như năng lượng của họ cho sân khấu của tôi [..] Tôi quan tâm đến việc cung cấp cho họ bất cứ điều gì mà làm cho [màn trình diễn] cảm thấy lớn lao. Tôi chỉ muốn chúng tôi cháy hết mình trên sân khấu".

### Nhà tài trợ và quảng cáo
Các nhà tài trợ cho The 1989 World Tour là American Express, Comcast Cable và Keds. Toyota tài trợ cho 3 đêm diễn tại Trung Quốc nhằm quảng bá cho xe hơi hybrids. Cornetto tài trợ cho hai đêm diễn tại Singapore. Chuyến lưu diễn được sản xuất và quảng bá toàn cầu bởi AEG Live và The Messina Group.
Comcast Cable là nhà tài trợ chính cho chặng Bắc Mỹ, dưới tên Xfinity. Khách hàng của Xfinity được cấp quyền truy cập vào video hậu trường của chuyến lưu diễn, quà tặng vé và cơ hội cho một số khách hàng may mắn được gặp Swift tại Loft' 89.
Cornetto tiết lộ nhiều đoạn video quảng cáo các phần thưởng hấp dẫn cho khách hàng khi mua kem trong thời gian khuyến mãi và Swift cũng xuất hiện trong một vài video với lời chào hỏi đến người hâm mộ tại châu Á. Trong những đợt khuyến mãi này, Cornetto tổ chức nhiều cuộc thi hướng đến chuyến lưu diễn và những người thắng cuộc có cơ hội nhận được một cặp vé tham dự các buổi diễn tại Los Angeles hoặc Singapore.

### Thời trang
Có tất cả 164 bộ trang phục (cho Swift, 12 vũ công, 4 ca sĩ hát bè và ban nhạc) trong The 1989 World Tour được làm từ hơn một triệu hạt và sequin, gần 4000 m vải, và tốn 21.000 giờ để thiết kế. Swift sẽ thay đổi trang phục 9 lần trong suốt một buổi diễn, đôi khi việc thay đổi trang phục chỉ tốn 2 phút.
Swift cùng đội ngũ thiết kế chọn chiếc áo khoác phồng bomber đính sequin lấp lánh kết hợp cùng áo crop top đen đính cườm lấp lánh và váy ngắn khi cô mở màn buổi diễn. kết hợp với một đôi bốt đen thấp cổ và chiếc kính mát viền trắng. Chiếc áo khoác phồng bomber đính sequin và váy ngắn có nhiều bộ với nhiều màu sắc khác nhau. Đối với phần trình diễn "Blank Space", Swift xuất hiện trên sân khấu với bộ trang phục đen từ đầu tới chân bao gồm áo blazer dài và quần đùi cùng màu, bộ trang phục này được đính sequin đen ở toàn bộ áo hoặc đính ở thân áo và thiết kế bởi Kaufman Franco.

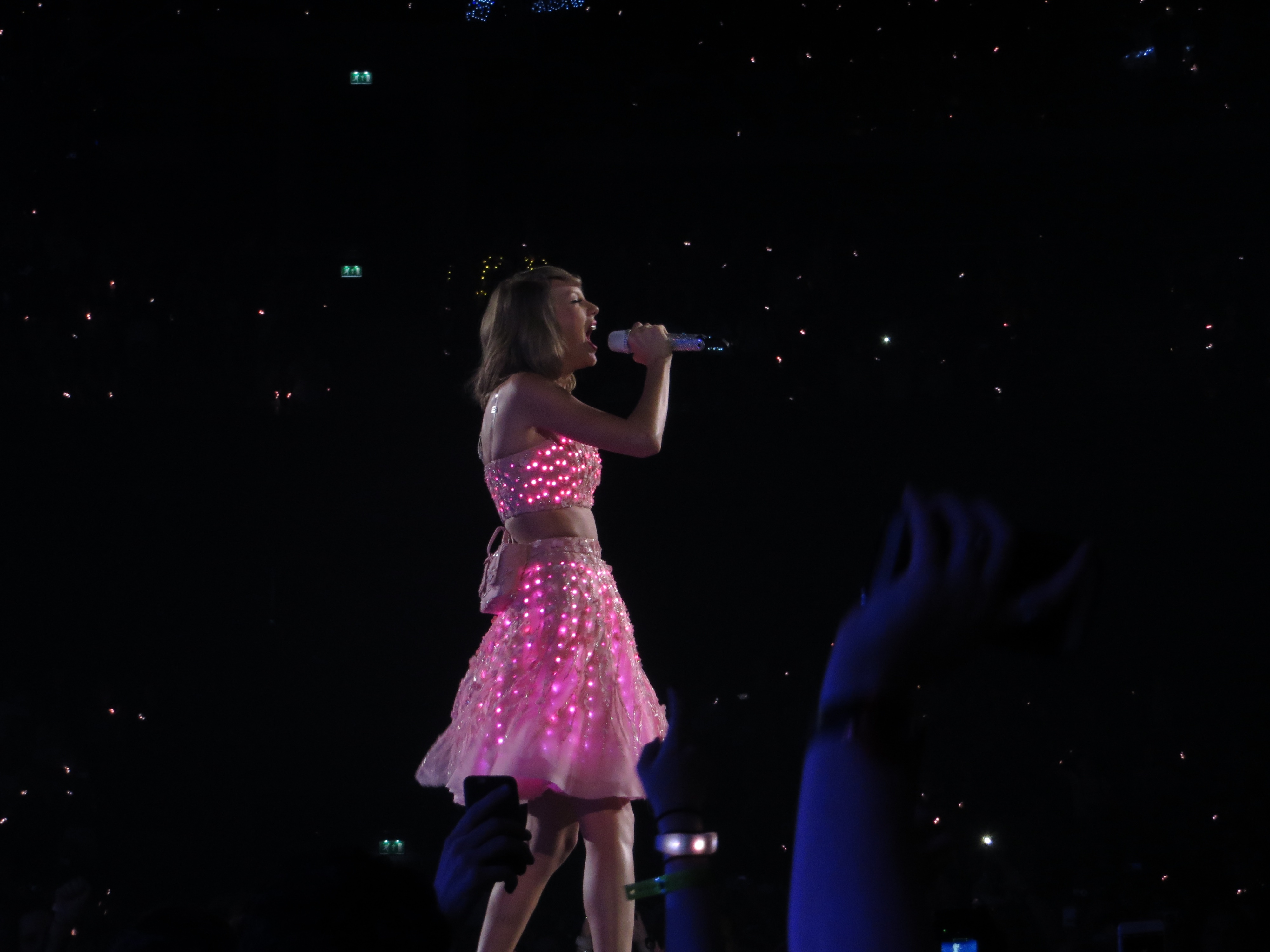
Váy hồng kết hợp với crop-top được gắn đèn LED của Swift là một trong những bộ trang phục được thiết kế công phu nhất trong chuyến lưu diễn.

Bộ trang phục gồm áo crop-top kết hợp váy hồng được gắn đèn LED đồng bộ mà Swift mặc khi trình diễn "How You Get the Girl" được tạo ra bởi sự hợp tác của 3 kĩ sư thiết kế điện tử về phần cứng-phần mềm-radio là Dave Sheinkopf, James DeVito, Dylan Fashbaugh và nhà thiết kế trang phục Asher Levine. Ngoài ra, trang phục của 12 vũ công cho bài hát này cũng cầu kì không kém khi kết hợp giữa áo sơ mi, quần tây dài, áo khoác và nơ (có khi là cà vạt) thắt ở cổ áo và được gắn khoảng 800 bóng đèn LED tí hon đồng bộ hóa đến âm nhạc trên các đường chỉ. Trò chuyện với báo InStyle, kĩ sư điện tử Sheinkopf nhận định đây là hệ thống chiếu sáng đeo trên người phức tạp nhất của một chương trình sân khấu và là lần đầu tiên ông thực hiện cho cả 13 người cùng một lúc, riêng việc thiết kế 12 bộ trang phục cho vũ công khó hơn nhiều so với bộ trang phục của Swift, ông nói:" Khi tôi lần đầu tiên nhìn thấy các vũ công tập luyện các vũ đạo, tôi gần như ngất đi [..]. Tôi nghĩ rằng điều đó là không thể, chúng tôi về cơ bản đã cài đặt máy tính lên họ. Điện tử trên các phần chuyển động luôn luôn khó khăn, nhưng nó trở nên ngày càng khó khăn khi đó là một vũ công chuyên nhào lộn". Một số thách thức khác của những bộ trang phục này mà các kĩ sư điện tử suy nghĩ là liệu sóng điện thoại di động có khả năng làm gián đoạn các tín hiệu điều khiển ánh sáng và âm thanh hay không. Sheinkops kể rằng: "Thật sự không có cách nào để kiểm tra. Chúng tôi đã mã hóa tín hiệu, mã hóa, giải mã và mã hóa nó rất nhiều lần. Chúng tôi đã làm tất cả mọi thứ chúng tôi có thể [..]. Khi tất cả [mọi vấn đề] được giải quyết, nó như là một sự cứu trợ vậy". Sheinkopf cho biết ông đã rất xúc động khi nhìn thấy tất cả những bộ trang phục gắn đèn LED này hoạt động thành công trong buổi diễn tập đầu tiên với trang phục.
Có một vài bộ trang phục Swift chỉ mặc một lần hoặc vài lần trong chuyến lưu diễn. Chẳng hạn như bộ trang phục kết hợp giữa áo crop-top đính sequin nửa trên đen nửa dưới xanh navy cùng quần da cạp cao khi cô trình diễn các ca khúc "You Are In Love", "Clean", "Love Story" trong đêm diễn tại Tokyo, Nhật Bản. Trang phục cho "I Knew You Were Trouble" và "I Wish You Would" không hẳn luôn là crop-top đen đính cườm, trong một số buổi diễn như ở Tokyo và Las Vegas, Swift mặc chiếc áo crop-top đen với viền áo, dây áo, thân áo đính cườm bạc lấp lánh và quần shorts cạp cao cũng đính cườm bạc ở lưng quần.

## Tóm tắt buổi diễn

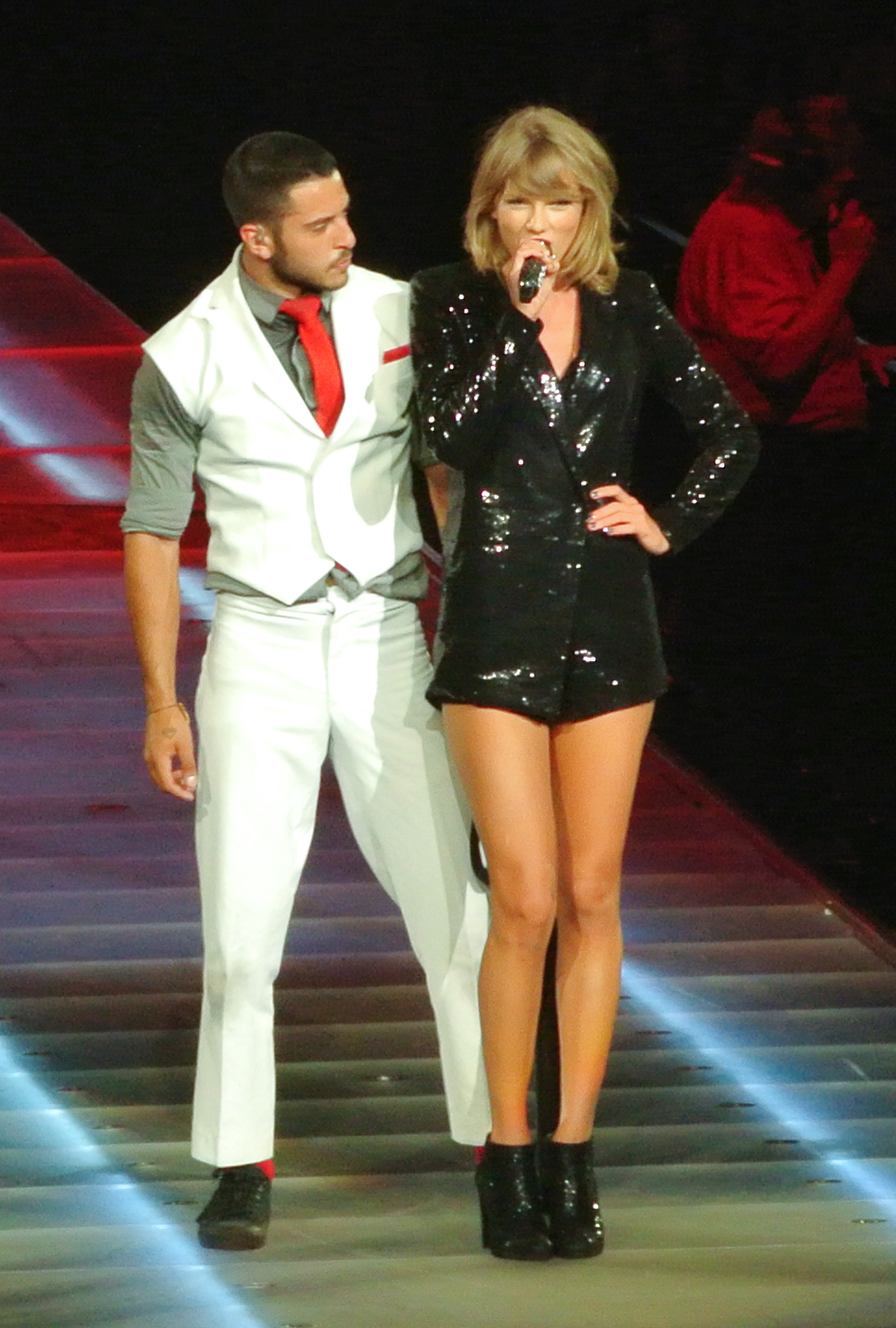
Swift trong bộ blazer đen khi trình diễn "Blank Space" tại Los Angeles.

Buổi diễn bắt đầu khi các màn hình LED chiếu cảnh mô phỏng các tòa nhà cùng tiếng còi xe. Các vũ công lần lượt bước ra từ dưới sân khấu, theo sau là Swift. Buổi diễn mở màn với "Welcome To New York". Swift sau đó cởi chiếc áo khoác phồng bomber đính sequin lấp lánh và tiếp tục chương trình với "New Romantics" trong khi khung cảnh New York hiện lên sống động qua những bức phác họa được chiếu trên màn hình lớn. Trước khi hát đoạn điệp khúc, Swift ngồi trên một chiếc ghế gỗ và được các vũ công khiêng ra giữa sân khấu, cô chào buổi tối đến người hâm mộ tại thành phố nơi cô biểu diễn, tự giới thiệu bản thân và cho mọi người tại đó biết rằng cô được sinh vào năm 1989 rồi hoàn thành bài hát. Swift xuất hiện trở lại trên sân khấu trong bộ trang phục kết hợp giữa áo blazer dài, quần đùi đen cùng đôi bốt thấp cổ và bắt đầu trình bày "Blank Space" trong khi 6 vũ công múa bóng trên các tấm màn dựng trên những khung hình khổng lồ. Trong đoạn điệp khúc của bài hát, Swift dùng một chiếc gậy golf đánh mạnh vào một cột sắt nhỏ dựng giữa sân khấu kiểu cánh quạt để tạo tiếng leng keng rồi đọc tên thành phố, tên tiểu bang hoặc tên đất nước nơi cô biểu diễn và lặp lại cái tên đó với âm thanh leng keng cùng hai câu hát: "Boys only want love if it's torture. Don't say I didn't warn you". Swift sau đó cởi bỏ áo blazer tiếp tục trình diễn "I Knew You Were Trouble" trên một nền nhạc hoàn toàn mới cùng 5 vũ công ngực trần. Cô dành ra vài phút giao lưu với khán giả trước khi trình bày "I Wish You Would".
Chương trình tiếp nối khi một trận mưa rơi bằng công nghệ điện tử theo sau là cảnh quan của New York với chiếc cầu Brooklyn được tái hiện trên màn hình. Các vũ công xuất hiện với bộ trang phục và dù đều gắn đèn LED. Swift bước ra từ trong sân khấu và trình bày "How You Get the Girl". Trong "I Know Places", các vũ công đeo mặt nạ kiểu đấu vật Mexico di chuyển những cánh cửa xung quanh sân khấu. "All You Had To Do Was Stay" là tiết mục kế tiếp, nơi các vũ công ngăn cản một chàng trai đến gần Swift trong khi đôi mắt xanh kết tinh của cô hiện lên trên màn hình. Trước khi thay đổi phục trang, Swift trình diễn ba bài hát trên sân khấu kiểu cánh quạt, bắt đầu với phiên bản acoustic của "You Are In Love". Cô dành vài phút để chia sẻ về ý nghĩa của bài hát tiếp theo với nội dung là làm thế nào để bạn vượt qua những khó khăn sau một cuộc tình tan vỡ hoặc làm sao để bỏ ngoài tai "những ý kiến của những người mà không biết hay không thực sự quan tâm bạn" rồi trình bày "Clean" trong khi sân khấu kiểu cánh quạt bắt đầu xoay tròn. Sau bài hát này, Swift đi về đầu còn lại của sân khấu này nơi đã được đặt sẵn một cây đàn organ keyboard điện tử và trình bày "Love Story" theo phong cách của những năm 1980.

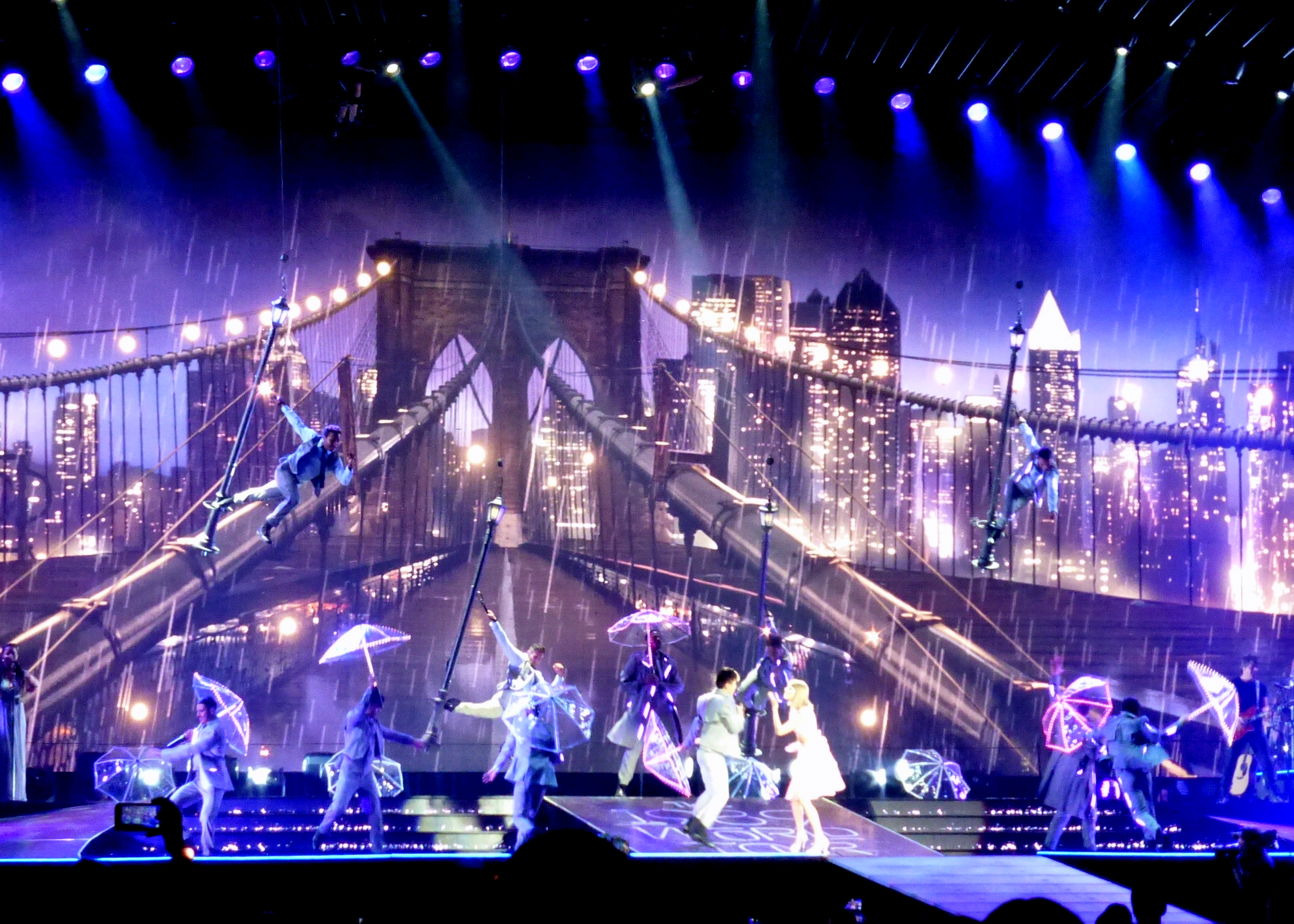
Toàn cảnh sân khấu trong phần trình diễn "How You Get the Girl" với hình ảnh chiếc cầu Brooklyn được chiếu lên màn hình lớn nhất.

Buổi diễn tiếp tục với "Style" "This Love". Các bản sao của mái nhà được bố trí sẵn trên sân khấu chính, giàn đèn chuyển sang màu cam và nhấp nháy liên tục cùng với những tiếng trống, các vũ công diễn tả cảnh xung đột giữa các băng nhóm, Swift xuất hiện trong bộ jumpsuit đen và trình bày "Bad Blood" sau vài phút thay đổi trang phục ngắn ngủi. Ngay khi vừa kết thúc bài hát, Swift đeo cây guitar điện và nhanh chóng tiếp tục buổi diễn bằng phiên bản rock của "We Are Never Ever Getting Back Together". Swift trở lại sân khấu trên một cây đàn piano trong bộ trang phục bodysuit xuyên thấu kiểu áo liền quần kết hợp với chiếc váy dài và trình bày liên khúc "Enchanted" và "Wildest Dreams". Cuối màn trình diễn, Swift cởi bỏ chiếc váy dài, để lộ bộ bodysuit xuyên thấu lấp lánh. "Out of the Woods" tiếp nối chương trình, nơi các vũ công thả những chiếc máy bay giấy khổng lồ xung quanh sân khấu. "Shake It Off" là tiết mục cuối cùng, nơi Swift xuất hiện trong bộ trang phục kết hợp giữa váy flapper và crop-top đính sequin toàn bộ, cô và các vũ công nhanh chóng tiến ra sân khấu kiểu cánh quạt và thắt dây đai an toàn vào quanh eo, sân khấu sau đó được nâng lên rồi bắt đầu quay vòng quanh và di chuyển dọc đường ray, pháo hoa được bắn lên trời trong đoạn cuối của bài hát cùng với những tràn pháo giấy. Buổi diễn kết thúc khi màn hình lớn nhất hiện lên dòng chữ: "Cô mất anh nhưng lại tìm được chính mình và đó là tất cả những gì cô ấy cần. Cảm ơn các bạn".

## Thương mại

### Lượng vé bán
Khách hàng của American Express và thành viên trên trang web chính thức của Taylor Swift có cơ hội mua trước vé. Khán giả tại Amsterdam, Glasgow, Manchester có cơ hội mua trước vé sớm nhất trong chuyến lưu diễn khi bắt đầu từ ngày 4 tháng 11 năm 2014 trong khi một vài thành phố ở Bắc Mỹ bắt đầu từ ngày 7 tháng 11. Vé chính thức chào bán cho công chúng tại châu Âu bắt đầu từ ngày 7 tháng 11, ngoại trừ Luân Đôn được bán trễ hơn từ ngày 10 tháng 11, chặng Bắc Mỹ bắt đầu từ ngày 14 tháng 11, Úc bắt đầu từ ngày 12 tháng 12, Nhật Bản bắt đầu từ ngày 13 tháng 12.
Swift đã tăng cường thêm 3 buổi tại Trung tâm Staples. Các thành phố nhận thêm một ngày diễn nữa là East Rutherford, Chicago, Philadelphia, Washington DC, St. Paul, Santa Clara và Cologne. Vé cho đêm diễn tại St. Louis được tẩu tán nhanh buộc Swift phải thông báo thêm một đêm diễn nữa tại cùng địa điểm. Swift trở thành nữ nghệ sĩ đầu tiên bán hết cả hai đêm diễn tại sân vận động Soldier Field, Chicago.
Tại Dublin, vé hết sạch trong vòng 55 phút dù đêm diễn thứ hai vừa được bổ sung vào lịch trình 6 phút sau khi đêm diễn đầu tiên bán hết. 30.000 vé cho đêm diễn ngày 11 tháng 12 tại Melbourne hết sạch trong vòng chưa đến 1 giờ. Ban tổ chức quyết định tăng cường thêm hai đêm diễn tại Adelaide và Melbourne, lần lượt vào ngày 8 và 12 tháng 12. Đến tháng 7 năm 2015, do nhu cầu cao từ khán giả sau khi hai buổi diễn đầu tiên cháy vé, cô thông báo thêm một ngày diễn nữa cho Melbourne và trở thành nữ nghệ sĩ đầu tiên tổ chức ba đêm nhạc tại Công viên AAMI. Các buổi diễn tại Thượng Hải cũng nhanh chóng rơi vào tình trạng cháy vé, khiến Swift phải tăng cường thêm buổi diễn thứ ba ngay ngày hôm sau và trở thành nghệ sĩ ngoại quốc đầu tiên diễn liên tiếp ba đêm tại Đấu trường Mercedes-Benz.
Swift là nghệ sĩ được tìm kiếm nhiều thứ 6 trên hệ thống bán vé Ticketmaster trong năm 2014.

### Doanh thu phòng vé
Billboard bắt đầu công bố số liệu cụ thể từng đêm diễn từ ngày 12 tháng 6 năm 2015 và liên tục cập nhật cho đến khi chuyến lưu diễn kết thúc. Giữa tháng 7 năm 2015, Pollstar liệt kê The 1989 World Tour ở vị trí thứ 8 trong danh sách "2015 Mid-Year Top 100 North American Tour", thứ 12 trong "2015 Mid-Year Top 100 Worldwide Tours", báo cáo chuyến lưu diễn thu về 46,5 triệu đô-la Mỹ từ 429.600 vé tiêu thụ tại 16 thành phố sau 20 buổi diễn, trong đó có 10 buổi diễn tại 9 thành phố ở Bắc Mỹ với doanh thu đạt hơn 35,6 triệu đô-la Mỹ từ 309.619 vé. Các đêm diễn tại Philadelphia, Detroit và Pittsburgh xuất hiện trong danh sách "2015 Mid-Year Top 100 Concert Grosses" lần lượt ở vị trí thứ 9, thứ 38 và thứ 40.
Tháng 12 năm 2015, The 1989 World Tour dẫn đầu "Top 25 Tours" của Billboard, kiếm hơn 217 triệu đô-la Mỹ từ 1.982.076 vé sau 71 đêm diễn. Swift trở thành nghệ sĩ chiếm nhiều vị trí nhất trong "Top 25 Boxscores" của tạp chí này. Lọt vào danh sách trên gồm các đêm diễn tại East Rutherford, Santa Clara, Foxborough, Philadelphia, Chicago, Tokyo và Washington D.C, lần lượt xếp ở vị trí thứ 8, thứ 11, thứ 12, thứ 15, thứ 18 và thứ 24.
Theo Pollstar, The 1989 World Tour thu về hơn 250,4 triệu đô-la Mỹ từ 83 đêm diễn, trở thành chuyến lưu diễn có doanh thu cao nhất trong năm 2015, dẫn đầu cả hai danh sách "2015 Year-End Top 20 Worldwide Tours" và "2015 Year-End Top 200 North American Tours". Chỉ riêng tại Hoa Kỳ và Canada, The 1989 World Tour thu về trên 199,4 triệu đô-la Mỹ, phá vỡ kỉ lục doanh thu 162 triệu đô-la Mỹ mà ban nhạc The Rolling Stones lập nên với A Bigger Band Tour vào năm 2005 để trở thành chuyến lưu diễn có doanh thu cao nhất mọi thời đại tại khu vực Bắc Mỹ, giúp Swift trở thành nữ nghệ sĩ đầu tiên trong lịch sử âm nhạc đạt được thành tích này. Hai buổi diễn của Swift tại Tokyo đứng vị trí thứ 9 trong bảng xếp hạng "2015 Year-End Top 100 International Boxoffice" của Pollstar, theo sau là các đêm diễn tại Melbourne, Sydney, Thượng Hải và Brisbane khi lần lượt đứng ở vị trí thứ 11, thứ 29, thứ 33 và thứ 58. The 1989 World Tour cũng sở hữu đến 24 vị trí trong bảng xếp hạng 200 đêm diễn có doanh thu cao nhất tại khu vực Bắc Mỹ trong năm 2015.

## Đánh giá chuyên môn

### Bắc Mỹ

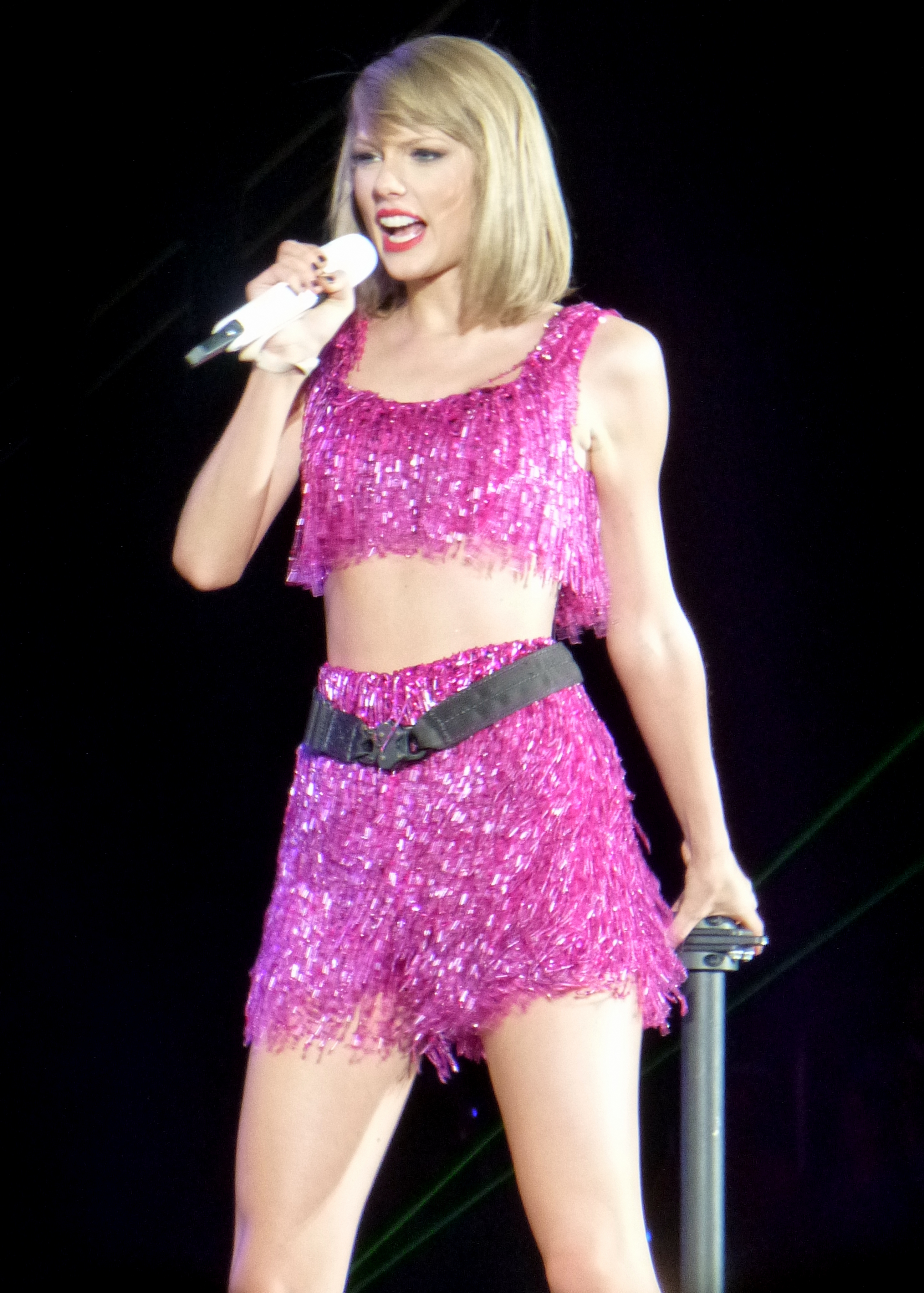
Swift trong bộ trang phục kết hợp giữa áo crop-top và váy flapper đính sequin toàn bộ khi kết thúc đêm diễn với "Shake It Off" trên sân khấu kiểu cánh quạt

Tham dự đêm nhạc tại thành phố Bossier, Jon Caramanica từ The New York Times khen ngợi Swift vẫn "giữ nguyên vẻ trong sáng một cách ấn tượng" khi trình diễn trên sân khấu dù lời bài hát của cô dần mang tính gợi dục, đồng thời nhận thấy "những cuộc trò chuyện của nữ ca sĩ với khán giả, vốn luôn truyền cảm hứng, giờ đây mang thêm nhiều kinh nghiệm sống." Rob Sheffield từ Rolling Stone cảm thấy buổi diễn tại East Rutherford như "một cuộc chạy đua marathon" và khen ngợi Swift "không bao giờ làm việc nửa chừng". Lindsay Zolatz của tạp chí New York khẳng định "tôi chưa bao giờ nhìn thấy một ngôi sao nhạc Pop thể hiện thần thái tự nhiên và ấn tượng trên màn hình Jumbotron hơn Taylor Swift". Tác giả chia sẻ rằng bà vẫn nhớ phong cách trước đây của nữ ca sĩ, "khi cô làm chủ cuộc chơi của mình hơn là làm ra thứ âm nhạc theo thị hiếu số đông" nhưng nhận định đêm diễn tại East Rutherford đã "cho thấy [Swift] gần như chinh phục được dòng nhạc, hình ảnh và thương hiệu mới này". Chris Richards từ The Washington Post khen ngợi phiên bản mới của "Love Story", đồng thời đánh giá cao màn song ca "Royals" giữa Swift và Lorde. Mikael Wood từ Los Angeles Times nhận định chương trình "là một buổi diễn nhạc pop hoàn chỉnh", còn Althea Legaspi từ Chicago Tribune cho rằng khoảnh khắc mà Swift xuất sắc nhất là khi cô trình diễn những bản ballad như "Clean" và "This Love".
Trên tờ Variety, Malina Saval khen ngợi chương trình "sôi động và tràn đầy năng lượng". Bà cũng khẳng định các nghệ sĩ mở màn Vance Joy và HAIM đã "tạo ra không khí chung cho đêm diễn "huyền ảo" này bằng một thông điệp rõ ràng: giới trẻ thực sự đang thống trị thế giới". Jim Harrington từ San Jose Mercury News đánh giá đêm diễn đầu tiên tại Santa Clara và nhận thấy Swift đã thành công trong việc tạo dựng một cảm giác thân mật trong buổi diễn tại một sân vận động lớn. Ông cũng ấn tượng trước thiết kế có phần hấp dẫn của sân khấu. J.Kelly Nestruck từ The Globe and Mail cho một đánh giá tích cực, cho rằng Swift đã mang nghệ thuật sân khấu đến đêm diễn đầu tiên của cô tại Toronto và thực sự mong muốn biết được người đã tạo dựng một chương trình tuyệt vời như thế này. Tham dự đêm diễn tại San Diego, George Varga từ The San Diego Union Tribune nhận định mục tiêu cuối cùng của Swift chương trình là "nâng đỡ người hâm mộ". Ông còn liệt kê "Blank Space", phiên bản rock của "We Are Never Ever Getting Back Together", phiên bản acoustic độc tấu của "Fearless", "Out Of the Woods" và "Bad Blood" là điểm nhấn của buổi diễn.

### Các khu vực khác
Amanda Kuyper từ báo NRC Handeldsblad cho buổi diễn tại Amsterdam 3 trên 5 sao, nhận thấy chương trình thật ngoạn mục với những hiệu ứng bắt mắt nhưng biên đạo không quá ấn tượng. Trong bài đánh giá bốn sao cho báo The Times, Will Hodgkinson khẳng định "sức hấp dẫn của Swift đến từ sự đồng cảm và những ca khúc viết về tình yêu, sự ghen tuông và sự tự ti vốn là những mối quan tâm thường có ở tuổi teen. [..] Cô ấy là mẫu người bạn lý tưởng nhất. Đó là thông điệp mà cô gửi đi, to và rõ ràng đến 12.000 người hâm mộ trong đêm mở màn chuyến lưu diễn Anh Quốc ngắn ngày." David Pollock từ báo The Independent cũng phong tặng đêm diễn 4 sao, mô tả "buổi diễn là một lễ hội trao quyền hăng hái và hiếu động, một chương trình vui tươi được tạo nên bởi pháo hoa, điệu nhảy, và chắc chắn cũng nhờ sự nhiệt huyết của Swift". Một đánh giá 4 sao khác đến từ Graeme Virtue của The Guardian. Ông cho rằng chuyến lưu diễn thế giới này là một vòng nguyệt quế xứng đáng cho album 1989 bởi Swift đã thành công trong việc việc thay đổi phong cách từ dòng nhạc đồng quê sang dòng nhạc Pop. Kitty Empire từ báo The Observer cho một đánh giá 3 sao, gọi đây là buổi diễn "đầy ắp tình chị em", "mở màn bằng những phong tục của buổi diễn trong một đấu trường với vòng tay ánh sáng dao động trên mỗi cổ tay, một chân trời New York, một sân khấu làm ta liên tưởng đến những vở nhạc kịch Broadway và một bộ phim cổ điển. Trong một đánh giá tiêu cực, Matthew Magee từ The Daily Telegraph cho buổi diễn tại Glasgow hai trên năm sao, phê bình "tài năng làm cho những bài hát trở nên sinh động [của Swift] là không rõ ràng" bởi cô "dường như chỉ có trách nhiệm lặp lại nội dung trong album như một cái máy".
Rebecca Hawkes cũng từ The Daily Telegraph lại phong tặng buổi diễn tại Luân Đôn 4 trên 5 sao và nhận thấy Swift đã toát lên một phong thái rất Mỹ trên sân khấu nhờ nụ cười tỏa sáng cùng giọng nói to, rõ ràng. Hawkes còn khen ngợi việc Swift làm mới những bài hát ăn khách như "We Are Never Ever Getting Back Together" và "Love Story". Viết cho tờ Financial Times, Laura Snapes cũng phong tặng tặng buổi diễn tại Luân Đôn 5 sao. Nữ phóng viên nhận thấy Swift chơi ít nhạc cụ hơn so với The Red Tour — "chuyến lưu diễn vẫn còn mang những câu chuyện cổ tích và hình ảnh của thời kì đồng quê" trong khi 1989 lại "liên quan đến tình dục". Ellen Hunt từ The Guardian phong tặng buổi diễn tại Sydney 5 sao, khẳng định "Swift biết chính xác những gì mình làm" sau sáu tháng lưu diễn. Hunt còn nhận thấy những đĩa đơn từ album 1989 được khán giả đón tiếp nồng nhiệt không phải vì chúng nổi tiếng nhất mà là vì chúng là những bài hát tốt hơn. Phillippa Hawker từ The Sydney Morning Herald phong tặng đêm diễn tại Melbourne 4,5 trên 5 sao cùng lời ngợi ca các màn trình diễn của Swift, đồng thời nhận định chuyến lưu diễn có sự kĩ lưỡng và tinh tế hơn nhiều so với The Red Tour.

## Giải thưởng và đề cử
| Năm  | Giải thưởng                     | Hạng mục                                  | Kết quả   | Nguồn                   |
| ---- | ------------------------------- | ----------------------------------------- | --------- | ----------------------- |
| 2015 | Giải thưởng Teen Choice         | Lựa chọn Âm nhạc: Chuyến lưu diễn mùa hè  | Đề cử     | [ 101 ]                 |
| 2015 | Billboard Mid-Year Music Awards | Chuyến lưu diễn xuất sắc nhất             | Đề cử     | [ 102 ]                 |
| 2015 | Billboard Touring Awards        | Chuyến lưu diễn hàng đầu                  | Đề cử     | [ 103 ] [ 104 ]         |
| 2015 | Billboard Touring Awards        | Top Draw                                  | Đề cử     | [ 103 ] [ 104 ]         |
| 2015 | Giải thưởng Capital Loves 2015  | Buổi diễn trực tiếp xuất sắc nhất         | Đề cử     | [ 105 ]                 |
| 2015 | MTV Europe Music Award          | Best US Act                               | Đoạt giải | [ 106 ]                 |
| 2015 | MTV Europe Music Award          | Trình diễn trực tiếp xuất sắc nhất        | Đề cử     | [ 107 ]                 |
| 2015 | Giải thưởng TEC                 | Sản xuất âm thanh chuyến lưu diễn/sự kiện | Đề cử     | [ 108 ] [ 109 ]         |
| 2016 | Giải thưởng Pollstar            | Chuyến lưu diễn của năm                   | Đoạt giải | [ 110 ]                 |
| 2016 | Giải thưởng Pollstar            | Sản xuất sân khấu sáng tạo nhất           | Đề cử     | [ 111 ]                 |
| 2016 | iHeartRadio Music Awards 2016   | Chuyến lưu diễn xuất sắc nhất năm         | Đoạt giải | [ 112 ] [ 113 ] [ 114 ] |

## Các sự cố
Swift đã khiến ít nhất hai chuyến bay tại Sân bay quốc tế Narita bị hoãn khi cô đến Nhật Bản vào ngày 3 tháng 5 năm 2015. Nguyên nhân là do một số lượng lớn người hâm mộ đến sân bay để chào đón cô. Tuy trong khung cảnh hỗn loạn nhưng Swift cũng cố gắng nán lại để ký tặng và chụp ảnh. Trong đêm diễn ngày 13 tháng 7 tại Nationals Park ở Washington DC, sân khấu kiểu cánh quạt đã gặp trục trặc về mặt kĩ thuật khiến Swift mắc kẹt trên đó sau khi cô vừa hoàn thành "You Are In Love". Tuy nhiên cô vẫn giữ được bình tĩnh, thậm chí còn nói đùa với khán giả rằng, "Tôi sẽ ở đây mãi mãi, trừ khi tôi chọn cách nhảy xuống...Tôi chỉ đang nghĩ về việc làm thế nào để hát một bài hát về mưa và trời mưa ngày hôm nay...Điều này không buồn cười đâu...Chúng tôi sẽ dàn dựng lại toàn bộ [và] đó sẽ là một buổi diễn độc đáo" rồi tiếp tục chương trình với "Clean".
Một sự cố khác xảy ra trong đêm diễn vào ngày 4 tháng 8 tại Edmonton, Swift đang trình diễn "Bad Blood" thì một khán giả là đàn ông bất thình lình trườn lên sân khấu và nắm lấy chân cô khiến cô giật mình đến suýt ngã. Người này ngay lập tức được đưa ra khỏi địa điểm tổ chức bởi lực lượng bảo vệ. Mặc dù bị một phen rất hoảng hồn nhưng Swift vẫn cố gắng tiếp tục màn trình diễn.

## Ghi hình và phát sóng
Ngày 13 tháng 12 năm 2015, Swift thông báo cô đã cộng tác cùng với Apple Music để ra mắt bộ phim tư liệu về chuyến lưu diễn với tựa đề The 1989 World Tour LIVE vào ngày 20 tháng 12 cùng năm. Bộ phim do Jonas Åkerlund đạo diễn, ghi hình toàn bộ đêm nhạc trước gần 76.000 khán giả tại sân vận động ANZ, Sydney vào ngày 28 tháng 11 năm 2015 cộng với nhiều thước phim hậu trường về việc diễn tập và trình diễn cùng các khách mời đặc biệt. The 1989 World Tour LIVE cũng đánh dấu việc Swift trở thành nghệ sĩ đầu tiên phát hành độc quyền một bộ phim về chuyến lưu diễn trên hệ thống Apple Music. Ngay trong ngày ra mắt, hệ thống này đã gặp trục trặc nhiều giờ liền do số lượng người truy cập bộ phim này quá cao dẫn đến hiện tượng treo máy, lỗi phát và gây ảnh hưởng đến dịch vụ âm nhạc trực tuyến.

## Danh sách tiết mục
Đây là danh sách tiết mục trong buổi diễn tại Tokyo, Nhật Bản vào ngày 5 tháng 5 năm 2015. Đây không phải là danh sách đại diện và đã được thay đổi trong suốt chuyến lưu diễn.
1. "Welcome to New York"
2. "New Romantics"
3. "Blank Space"
4. "I Knew You Were Trouble"
5. "I Wish You Would"
6. "How You Get the Girl"
7. "I Know Places"
8. "All You Had to Do Was Stay"
9. "You Are in Love"
10. "Clean"
11. "Love Story"
12. "Style"
13. "This Love"
14. "Bad Blood"
15. "We Are Never Ever Getting Back Together"
16. "Enchanted" / "Wildest Dreams"
17. "Out of the Woods"
18. "Shake It Off"

- Trong đêm diễn tại Luân Đôn, Swift trình diễn "Bad Blood" và "We Are Never Ever Getting Back Together" trước "Style".[120]

Bài hát ngẫu hứng
Swift đã trình diễn nhiều bài hát từ các album phòng thu của mình theo phiên bản acoustic tại nhiều đêm diễn khác nhau thay cho "You Are In Love".
- Trong một số đêm diễn như tại thành phố Bossier, Pittsburgh, Swift trình diễn "Wonderland".[40][121]
- Trong đêm diễn thứ hai tại Dublin, Swift trình diễn "Holy Ground" để bày tỏ sự tiếc nuối vì cô đã không có cơ hội đem The Red Tour đến với khán giả Ireland.[122]
- Trong các đêm diễn đầu tiên tại Foxborough, Singapore, Toronto và một số đêm diễn khác, Swift trình diễn "You Belong with Me".[23][123][124]
- Trong nhiều đêm diễn như tại Atlanta, Tampa, đêm diễn đầu tiên tại Chicago, Swift trình diễn "Fifteen".[92][125][126]
- Trong một số đêm diễn như tại Houston, Swift trình diễn "Mean".[127]
- Trong đêm diễn tại Vancouver, Swift trình diễn "Sparks Fly".[128]
- Trong một số đêm diễn như tại San Diego, Swift trình diễn "Fearless".[49]
- Trong đêm diễn đầu tiên tại Santa Clara, Swift trình diễn "Should've Said No".[129]
- Trong đêm diễn thứ hai tại Santa Clara, Swift trình diễn "Never Grow Up".[130]
- Trong đêm diễn đầu tiên tại Glendale, Swift trình diễn "Ronan" nhằm tưởng nhớ đến một cậu bé đã mất vì căn bệnh quái ác này, đồng thời vận động nỗ lực đẩy lùi ung thư.[131]
- Trong đêm diễn đầu tiên tại Los Angeles, Swift trình diễn "All Too Well".[132]
- Trong đêm diễn tại Columbus, Swift trình diễn "Red".[133]
- Trong đêm diễn tại Brisbane, Swift trình diễn "Mine"cho một nạn nhân bị tai nạn giao thông tên Rachel Erlandsen sau khi bạn của Rachel chia sẻ trên Facebook rằng "Mine" đã chạm đến cô gái này một cách sâu sắc, khiến cô ấy cảm thấy bài hát này như là câu chuyện của cuộc đời mình. Từ khóa hashtag #MineForRachel sau đó được chia sẻ rộng rãi trên một số trang mạng xã hội khác như Twitter và Instagram. Rachel cũng có dự định tham dự buổi diễn tại thành phố này nhưng không may thảm kịch đã xảy ra.[134]
- Trong đêm diễn thứ ba tại Melbourne, Swift trình diễn "Long Live".[135]

- 15 tháng 5 năm 2015 - Las Vegas: "Tenerife Sea" với Ed Sheeran.[20]
- 30 tháng 5 năm 2015 - Detroit: "Radioactive" với Dan Reynolds của Imagine Dragons;[136] Martha Hunt & Gigi Hadid.[137]
- 6 tháng 6 năm 2015 - Pittsburgh: "Pontoon" với Little Big Town.[40]
- 12 tháng 6 năm 2015 - Philadelphia: "Cool Kids" với nhóm Echosmith; Cara Delevingne & Mariska Hargitay.[138]
- 13 tháng 6 năm 2015 - Philadelphia: "Fight Song" với Rachel Platten; Mariska Hargitay.[139]
- 27 tháng 6 năm 2015 - Luân Đôn: Kendall Jenner, Gigi Hadid, Serena Williams, Martha Hunt, Karlie Kloss và Cara Delevingne.[140]
- 10 tháng 7 năm 2015 - East Rutherford: "Can't Feel My Face" với The Weeknd; Heidi Klum và Đội tuyển bóng đá nữ quốc gia Hoa Kỳ; Lena Dunham, Lily Aldridge, Gigi Hadid và Hailee Steinfeld.[141]
- 11 tháng 7 năm 2015 - East Rutherford: "Jealous" với Nick Jonas; Gigi Hadid, Martha Hunt, Lily Aldridge, Karlie Kloss, Candice Swanepoel, Behati Prinsloo, và Uzo Aduba.[142]
- 13 tháng 7 năm 2015 - Washington, D.C.: "Royals" với Lorde.[143]
- 14 tháng 7 năm 2015 - Washington, D.C.: "Want to Want Me" với Jason Derulo.[144]
- 18 tháng 7 năm 2015 - Chicago: "Honey, I'm Good." với Andy Grammer; Serayah.[145]
- 19 tháng 7 năm 2015 - Chicago: "Take Your Time với Sam Hunt; Andreja Pejić & Lily Donaldson.[146]
- 24 tháng 7 năm 2015 - Foxborough: "Shut Up and Dance" với Walk the Moon.[147]
- 25 tháng 7 năm 2015 - Foxborough: "Classic" với MKTO.[148]
- 1 tháng 8 năm 2015 - Vancouver: "Am I Wrong" với Nico & Vinz.[149]
- 8 tháng 8 năm 2015 - Seattle: "Trap Queen" với Fetty Wap; Ciara và Russell Wilson.[150] Cũng trong đêm đó, Swift mời Shawn Mendes lên sân khấu và cùng người hâm mộ hát chúc mừng sinh nhật lần thứ 17 cho anh.[151]
- 14 tháng 8 năm 2015 - Santa Clara: "Worth It" với Fifth Harmony.[152]
- 15 tháng 8 năm 2015 - Santa Clara: "Black Magic" với Little Mix; Joan Baez và Julia Roberts[153]
- 21 tháng 8 năm 2015 - Los Angeles: "Counting Stars" với Ryan Tedder của OneRepublic; Kobe Bryant báo cho Swift một biểu ngữ được treo ở trần của Trung tâm Staples với nội dung cô là nghệ sĩ bán hết vé nhiều nhất tại đây.[50]
- 22 tháng 8 năm 2015 - Los Angeles: "Doubt" và "Family Affair" với Mary J. Blige; "White Horse" với Uzo Aduba; Chris Rock, Matt LeBlanc và Sean O'Pry.[154]
- 24 tháng 8 năm 2015 - Los Angeles: "Goodbye Earl" với Natalie Maines của Dixie Chicks; Ellen DeGeneres; "You Oughta Know" với Alanis Morissette.[155]
- 25 tháng 8 năm 2015 - Los Angeles: "Dreams" với Beck và St. Vincent; "All of Me" với John Legend.[156]
- 26 tháng 8 năm 2015 - Los Angeles: "Good for You" với Selena Gomez; "Smelly Cat" với Lisa Kudrow; "Mirrors" với Justin Timberlake.[157]
- 29 tháng 8 năm 2015 - San Diego: "Cheerleader" với OMI; "Complicated" với Avril Lavigne.[49]
- 9 tháng 9 năm 2015 - Houston: "See You Again" với Wiz Khalifa.[158]
- 16 tháng 9 năm 2015 - Indianapolis: "If I Die Young" với The Band Perry.[159]
- 18 tháng 9 năm 2015 - Columbus: "Cool Kids" với Sydney Sierota của Echosmith.[160]
- 21 tháng 9 năm 2015 - Thành phố Kansas: "Every Mile a Memory" với Dierks Bentley.[161]
- 25 tháng 9 năm 2015 - Nashville: "Love Me Like You Mean It" với Kelsea Ballerini; "I Don't Want to Miss a Thing" với Steven Tyler của Aerosmith; "When You Say Nothing at All" với Alison Krauss.[162]
- 26 tháng 9 năm 2015 - Nashville: "Bleeding Love" với Leona Lewis; "(I Can't Get No) Satisfaction" với Mick Jagger của The Rolling Stones.[163]
- 29 tháng 9 năm 2015 - St. Louis: "The Fix" với Nelly, và "Hot in Herre" với Nelly và HAIM.[164]
- 2 tháng 10 năm 2015 - Toronto: "John Cougar, John Deere, John 3:16" và "Somebody Like You" với Keith Urban.[23]
- 3 tháng 10 năm 2015 - Toronto, Canada: "Boom Clap" với Charli XCX.[165]
- 17 tháng 10 năm 2015 - Arlington: "Love Me like You Do" với Ellie Goulding.[166]
- 21 tháng 10 năm 2015 - Greensboro: "Little Red Wagon" với Miranda Lambert.[167]
- 24 tháng 10 năm 2015 - Atlanta: "Talking Body" với Tove Lo[168]
- 27 tháng 10 năm 2015 - Miami: Dwyane Wade tặng Swift một chiếc áo thể thao có số 13 - con số may mắn của Swift cũng như kỉ niệm mùa thứ 13 anh gắn bó với đội bóng rổ Miami Heat; "Give Me Everything" với Pitbull; "Livin' la Vida Loca" với Ricky Martin.[169]
- 31 tháng 10 năm 2015 - Tampa: "Here" với Alessia Cara; "Let It Go" với Idina Menzel. Trong suốt phần trình diễn "Style" và "Let It Go", Swift hóa thân thành nhân vật Olaf trong bộ phim hoạt hình Nữ hoàng băng giá trong khi các vũ công đã mặc trang phục giống như những chú tuần lộc còn khách mời đặc biệt Indina Mendez mặc trang phục của nhân vật Elsa nhằm hưởng ứng lễ hội Halloween.[170]

## Lịch diễn
| Ngày                  | Thành phố           | Quốc gia   | Địa điểm tổ chức                 | Nghệ sĩ mở màn                                  | Số lượng người tham dự       | Doanh thu    |
| châu Á                | châu Á              | châu Á     | châu Á                           | châu Á                                          | châu Á                       | châu Á       |
| --------------------- | ------------------- | ---------- | -------------------------------- | ----------------------------------------------- | ---------------------------- | ------------ |
| 5, tháng 5 năm 2015   | Tokyo               | Nhật Bản   | Tokyo Dome                       | —                                               | 100.320 / 100.320            | $10.586.828  |
| 6, tháng 5 năm 2015   | Tokyo               | Nhật Bản   | Tokyo Dome                       | —                                               | 100.320 / 100.320            | $10.586.828  |
| Bắc Mỹ                |                     |            |                                  |                                                 |                              |              |
| 15, tháng 5 năm 2015  | Las Vegas           | Hoa Kỳ     | City of Rock                     | —                                               | —                            | —            |
| 20, tháng 5 năm 2015  | Thành phố Bossier   | Hoa Kỳ     | Trung tâm CenturyLink            | Vance Joy                                       | 12,459 / 12,459              | $1,458,197   |
| 22, tháng 5 năm 2015  | Baton Rouge         | Hoa Kỳ     | Sân vận động Tiger               | Vance Joy Shawn Mendes                          | 50.227 / 50.227              | $4.119.670   |
| 30, tháng 5 năm 2015  | Detroit             | Hoa Kỳ     | Ford Field                       | Vance Joy Shawn Mendes                          | 50.703 / 50.703              | $5.999.690   |
| 2, tháng 6 năm 2015   | Louisville          | Hoa Kỳ     | Trung tâm KFC Yum!               | Vance Joy                                       | 16.242 / 16.242              | $1.863.281   |
| 3, tháng 6 năm 2015   | Cleveland           | Hoa Kỳ     | Đấu trường Quicken Loans         | Vance Joy                                       | 15.503 / 15.503              | $1.732.041   |
| 6, tháng 6 năm 2015   | Pittsburgh          | Hoa Kỳ     | Heinz Field                      | Vance Joy Shawn Mendes                          | 54.801 / 54.801              | $5.836.926   |
| 8, tháng 6 năm 2015   | Charlotte           | Hoa Kỳ     | Đấu trường Time Warner Cable     | Vance Joy                                       | 15.024 / 15.024              | $1.627.798   |
| 9, tháng 6 năm 2015   | Raleigh             | Hoa Kỳ     | Đấu trường PNC                   | Vance Joy                                       | 13.886 / 13.886              | $1.653.762   |
| 12, tháng 6 năm 2015  | Philadelphia        | Hoa Kỳ     | Lincoln Financial Field          | Vance Joy Shawn Mendes                          | 101.052 / 101.052            | $11.987.816  |
| 13, tháng 6 năm 2015  | Philadelphia        | Hoa Kỳ     | Lincoln Financial Field          | Vance Joy Shawn Mendes                          | 101.052 / 101.052            | $11.987.816  |
| châu Âu               |                     |            |                                  |                                                 |                              |              |
| 19, tháng 6 năm 2015  | Cologne             | Đức        | Lanxess Arena                    | James Bay                                       | 29.020 / 29.020              | $2.054.690   |
| 20, tháng 6 năm 2015  | Cologne             | Đức        | Lanxess Arena                    | James Bay                                       | 29.020 / 29.020              | $2.054.690   |
| 21, tháng 6 năm 2015  | Amsterdam           | Hà Lan     | Ziggo Dome                       | James Bay                                       | 11.166 / 11.166              | $800.829     |
| 23, tháng 6 năm 2015  | Glasgow             | Scotland   | The SSE Hydro                    | Vance Joy                                       | 11.021 / 11.021              | $1.119.300   |
| 24, tháng 6 năm 2015  | Manchester          | Anh        | Manchester Arena                 | Vance Joy                                       | 14.773 / 14.773              | $1.478.760   |
| 27, tháng 6 năm 2015  | Luân Đôn            | Anh        | Công viên Hyde                   | Rae Morris Vance Joy Ellie Goulding John Newman | —                            | —            |
| 29, tháng 6 năm 2015  | Dublin              | Ireland    | 3Arena                           | Vance Joy                                       | 25.188 / 25.188              | $1.975.510   |
| 30, tháng 6 năm 2015  | Dublin              | Ireland    | 3Arena                           | Vance Joy                                       | 25.188 / 25.188              | $1.975.510   |
| Bắc Mỹ                |                     |            |                                  |                                                 |                              |              |
| 6, tháng 7 năm 2015   | Ottawa              | Canada     | Trung tâm Canadian Tire          | Vance Joy                                       | 13.480 / 13.480              | $1.325.480   |
| 7, tháng 7 năm 2015   | Montreal            | Canada     | Trung tâm Bell                   | Vance Joy                                       | 14.770 / 14.770              | $1.499.040   |
| 10, tháng 7 năm 2015  | East Rutherford     | Hoa Kỳ     | Sân vận động MetLife             | Vance Joy Shawn Mendes HAIM                     | 110.105 / 110.105            | $13.423.858  |
| 11, tháng 7 năm 2015  | East Rutherford     | Hoa Kỳ     | Sân vận động MetLife             | Vance Joy Shawn Mendes HAIM                     | 110.105 / 110.105            | $13.423.858  |
| 13, tháng 7 năm 2015  | Washington, D.C.    | Hoa Kỳ     | Nationals Park                   | Vance Joy Shawn Mendes HAIM                     | 85.014 / 85.014              | $9.730.596   |
| 14, tháng 7 năm 2015  | Washington, D.C.    | Hoa Kỳ     | Nationals Park                   | Vance Joy Shawn Mendes HAIM                     | 85.014 / 85.014              | $9.730.596   |
| 18, tháng 7 năm 2015  | Chicago             | Hoa Kỳ     | Soldier Field                    | Vance Joy Shawn Mendes HAIM                     | 110.109 / 110.109            | $11.469.887  |
| 19, tháng 7 năm 2015  | Chicago             | Hoa Kỳ     | Soldier Field                    | Vance Joy Shawn Mendes HAIM                     | 110.109 / 110.109            | $11.469.887  |
| 24, tháng 7 năm 2015  | Foxborough          | Hoa Kỳ     | Sân vận động Gillette            | Vance Joy Shawn Mendes HAIM                     | 116.849 / 116.849            | $12.533.166  |
| 25, tháng 7 năm 2015  | Foxborough          | Hoa Kỳ     | Sân vận động Gillette            | Vance Joy Shawn Mendes HAIM                     | 116.849 / 116.849            | $12.533.166  |
| 1, tháng 8 năm 2015   | Vancouver           | Canada     | Sân vận động BC Place            | Vance Joy Shawn Mendes                          | 41.463 / 41.463              | $4.081.820   |
| 4, tháng 8 năm 2015   | Edmonton            | Canada     | Rexall Place                     | Vance Joy                                       | 26.534 / 26.534              | $2.387.080   |
| 5, tháng 8 năm 2015   | Edmonton            | Canada     | Rexall Place                     | Vance Joy                                       | 26.534 / 26.534              | $2.387.080   |
| 8, tháng 8 năm 2015   | Seattle             | Hoa Kỳ     | CenturyLink Field                | Vance Joy Shawn Mendes                          | 55.711 / 55.711              | $6.050.643   |
| 14, tháng 8 năm 2015  | Santa Clara         | Hoa Kỳ     | Sân vận động Levi's              | Vance Joy Shawn Mendes                          | 102.139 / 102.139            | $13.031.146  |
| 15, tháng 8 năm 2015  | Santa Clara         | Hoa Kỳ     | Sân vận động Levi's              | Vance Joy Shawn Mendes                          | 102.139 / 102.139            | $13.031.146  |
| 17, tháng 8 năm 2015  | Glendale            | Hoa Kỳ     | Đấu trường Gila River            | Vance Joy                                       | 26.520 / 26.520              | $3.029.628   |
| 18, tháng 8 năm 2015  | Glendale            | Hoa Kỳ     | Đấu trường Gila River            | Vance Joy                                       | 26.520 / 26.520              | $3.029.628   |
| 21, tháng 8 năm 2015  | Los Angeles         | Hoa Kỳ     | Trung tâm Staples                | Vance Joy HAIM                                  | 70.563 / 70.563              | $8.961.681   |
| 22, tháng 8 năm 2015  | Los Angeles         | Hoa Kỳ     | Trung tâm Staples                | Vance Joy HAIM                                  | 70.563 / 70.563              | $8.961.681   |
| 24, tháng 8 năm 2015  | Los Angeles         | Hoa Kỳ     | Trung tâm Staples                | Vance Joy HAIM                                  | 70.563 / 70.563              | $8.961.681   |
| 25, tháng 8 năm 2015  | Los Angeles         | Hoa Kỳ     | Trung tâm Staples                | Vance Joy HAIM                                  | 70.563 / 70.563              | $8.961.681   |
| 26, tháng 8 năm 2015  | Los Angeles         | Hoa Kỳ     | Trung tâm Staples                | Vance Joy HAIM                                  | 70.563 / 70.563              | $8.961.681   |
| 29, tháng 8 năm 2015  | San Diego           | Hoa Kỳ     | Công viên Petco                  | Vance Joy Shawn Mendes                          | 44.710 / 44.710              | $5.475.237   |
| 4, tháng 9 năm 2015   | Thành phố Salt Lake | Hoa Kỳ     | Đấu trường EnergySolutions       | Vance Joy                                       | 14.131 / 14.131              | $1.589.686   |
| 5, tháng 9 năm 2015   | Denver              | Hoa Kỳ     | Trung tâm Pepsi                  | Vance Joy                                       | 27.126 / 27.126              | $2.868.991   |
| 6, tháng 9 năm 2015   | Denver              | Hoa Kỳ     | Trung tâm Pepsi                  | Vance Joy                                       | 27.126 / 27.126              | $2.868.991   |
| 9, tháng 9 năm 2015   | Houston             | Hoa Kỳ     | Công viên Minute Maid            | Vance Joy Shawn Mendes                          | 40.122 / 40.122              | $5.202.196   |
| 11, tháng 9 năm 2015  | St. Paul            | Hoa Kỳ     | Trung tâm Xcel Energy            | Vance Joy                                       | 45.126 / 45.126              | $5.514.863   |
| 12, tháng 9 năm 2015  | St. Paul            | Hoa Kỳ     | Trung tâm Xcel Energy            | Vance Joy                                       | 45.126 / 45.126              | $5.514.863   |
| 13, tháng 9 năm 2015  | St. Paul            | Hoa Kỳ     | Trung tâm Xcel Energy            | Vance Joy                                       | 45.126 / 45.126              | $5.514.863   |
| 16, tháng 9 năm 2015  | Indianapolis        | Hoa Kỳ     | Bankers Life Fieldhouse          | Vance Joy                                       | 14.010 / 14.010              | $1.550.268   |
| 17, tháng 9 năm 2015  | Columbus            | Hoa Kỳ     | Đấu trường Nationwide            | Vance Joy                                       | 29.936 / 29.936              | $3.369.693   |
| 18, tháng 9 năm 2015  | Columbus            | Hoa Kỳ     | Đấu trường Nationwide            | Vance Joy                                       | 29.936 / 29.936              | $3.369.693   |
| 21, tháng 9 năm 2015  | Thành phố Kansas    | Hoa Kỳ     | Trung tâm Sprint                 | Vance Joy                                       | 27.857 / 27.857              | $2.967.558   |
| 22, tháng 9 năm 2015  | Thành phố Kansas    | Hoa Kỳ     | Trung tâm Sprint                 | Vance Joy                                       | 27.857 / 27.857              | $2.967.558   |
| 25, tháng 9 năm 2015  | Nashville           | Hoa Kỳ     | Đấu trường Bridgestone           | Vance Joy HAIM                                  | 28.917 / 28.917              | $3.354.844   |
| 26, tháng 9 năm 2015  | Nashville           | Hoa Kỳ     | Đấu trường Bridgestone           | Vance Joy HAIM                                  | 28.917 / 28.917              | $3.354.844   |
| 28, tháng 9 năm 2015  | St. Louis           | Hoa Kỳ     | Trung tâm Scottrade              | Vance Joy HAIM                                  | 29.688 / 29.688              | $3.452.940   |
| 29, tháng 9 năm 2015  | St. Louis           | Hoa Kỳ     | Trung tâm Scottrade              | Vance Joy HAIM                                  | 29.688 / 29.688              | $3.452.940   |
| 2, tháng 10 năm 2015  | Toronto             | Canada     | Trung tâm Rogers                 | Vance Joy Shawn Mendes                          | 99.283 / 99.283              | $8.670.990   |
| 3, tháng 10 năm 2015  | Toronto             | Canada     | Trung tâm Rogers                 | Vance Joy Shawn Mendes                          | 99.283 / 99.283              | $8.670.990   |
| 8, tháng 10 năm 2015  | Des Moines          | Hoa Kỳ     | Đấu trường Wells Fargo           | Vance Joy                                       | 13.969 / 13.969              | $1.566.321   |
| 9, tháng 10 năm 2015  | Omaha               | Hoa Kỳ     | Trung tâm CenturyLink            | Vance Joy                                       | 29.622 / 29.622              | $3.121.421   |
| 10, tháng 10 năm 2015 | Omaha               | Hoa Kỳ     | Trung tâm CenturyLink            | Vance Joy                                       | 29.622 / 29.622              | $3.121.421   |
| 12, tháng 10 năm 2015 | Fargo               | Hoa Kỳ     | Fargodome                        | Vance Joy                                       | 21.067 / 21.067              | $2.219.188   |
| 17, tháng 10 năm 2015 | Arlington           | Hoa Kỳ     | Sân vận động AT&T                | Vance Joy Shawn Mendes                          | 62.630 / 62.630              | $7.396.733   |
| 20, tháng 10 năm 2015 | Lexington           | Hoa Kỳ     | Đấu trường Rupp                  | Vance Joy                                       | 17.084 / 17.084              | $1.870.471   |
| 21, tháng 10 năm 2015 | Greensboro          | Hoa Kỳ     | Greensboro Coliseum              | Vance Joy                                       | 15.079 / 15.079              | $1.662.171   |
| 24, tháng 10 năm 2015 | Atlanta             | Hoa Kỳ     | Georgia Dome                     | Vance Joy Shawn Mendes                          | 56.046 / 56.046              | $6.034.846   |
| 27, tháng 10 năm 2015 | Miami               | Hoa Kỳ     | Đấu trường American Airlines     | Vance Joy                                       | 14.044 / 14.044              | $1.527.919   |
| 31, tháng 10 năm 2015 | Tampa               | Hoa Kỳ     | Sân vận động Raymond James       | Vance Joy Shawn Mendes                          | 56.987 / 56.987              | $6.202.515   |
| châu Á                |                     |            |                                  |                                                 |                              |              |
| 7, tháng 11 năm 2015  | Singapore           | Singapore  | Sân vận động trong nhà Singapore | —                                               | 17.726 / 17.726              | $3.217.569   |
| 8, tháng 11 năm 2015  | Singapore           | Singapore  | Sân vận động trong nhà Singapore | —                                               | 17.726 / 17.726              | $3.217.569   |
| 10, tháng 11 năm 2015 | Thượng Hải          | Trung Quốc | Trung tâm văn hóa Mercedes-Benz  | —                                               | 37.758 / 37.758              | $5.917.348   |
| 11, tháng 11 năm 2015 | Thượng Hải          | Trung Quốc | Trung tâm văn hóa Mercedes-Benz  | —                                               | 37.758 / 37.758              | $5.917.348   |
| 12, tháng 11 năm 2015 | Thượng Hải          | Trung Quốc | Trung tâm văn hóa Mercedes-Benz  | —                                               | 37.758 / 37.758              | $5.917.348   |
| châu Đại Dương        |                     |            |                                  |                                                 |                              |              |
| 28, tháng 11 năm 2015 | Sydney              | Úc         | Sân vận động ANZ                 | Vance Joy                                       | 75.980 / 75.980              | $6.571.683   |
| 5, tháng 12 năm 2015  | Brisbane            | Úc         | Sân vận động Suncorp             | Vance Joy                                       | 46.881 / 46.881              | $4.759.471   |
| 7, tháng 12 năm 2015  | Adelaide            | Úc         | Adelaide Entertainment Centre    | Vance Joy                                       | 20.090 / 20.090              | $2.407.499   |
| 8, tháng 12 năm 2015  | Adelaide            | Úc         | Adelaide Entertainment Centre    | Vance Joy                                       | 20.090 / 20.090              | $2.407.499   |
| 10, tháng 12 năm 2015 | Melbourne           | Úc         | AAMI Park                        | Vance Joy                                       | 98.136 / 98.136              | $10.421.553  |
| 11, tháng 12 năm 2015 | Melbourne           | Úc         | AAMI Park                        | Vance Joy                                       | 98.136 / 98.136              | $10.421.553  |
| 12, tháng 12 năm 2015 | Melbourne           | Úc         | AAMI Park                        | Vance Joy                                       | 98.136 / 98.136              | $10.421.553  |
| Tổng cộng             | Tổng cộng           | Tổng cộng  | Tổng cộng                        | Tổng cộng                                       | 2.278.647 / 2.278.647 (100%) | $250.733.097 |

## Đội ngũ thực hiện

### Ban nhạc và vũ công
- Hát chính, Acoustic Guitar, Guitar điện, Keyboard, Piano — Taylor Swift
- Trống — Matt Billingslea
- Đạo diễn âm thanh, Keys — David Cook
- Guitar Bass — Amos Heller
- Guitars, Keyboards, góp giọng — Mike Meadows
- Guitar — Paul Sidoti
- Kèn Baritone Saxophone — Jimmy Garden
- Kèn Tenor Saxophone — James Mackay
- Kèn Trombone — Brendan Champion
- Kèn Trumpet — Dane Laboyrie
- Ca sĩ hát bè — Eliotte Henderson, Kamilah Marshall, Clare Turton-Derrico, Melanie Nyema
- Vũ công — Remi Bakkar, Mason Cutler, Toshi Davidson, Giuseppe Giofre, Robert Green, Christian Henderson, Jake Kodish, Christian Owens, Nolan Padilla, Austin Spacy, Maho Udo, Mark Villaver

### Lực lượng chính
- Điều hành 13 quản lý — Andrea Swift, Robert Allen, Austin Fish
- 13 quản lý — Missy Iredell, Frank Bell, Grant Garner, Jay Schaudies, Alison Hudson, Kevin Coffey, Siera Barnett, Kathy Kemp
- Thiết kế sản xuất — Taylor Swift, Baz Halpin, Chris Nyfield
- Quản lý chuyến lưu diễn — Erica Worden
- Hỗ trợ về mặt pháp lý — Jessica Francis
- Quảng cáo — Tree Paine
- Kế toán — Jaindam Kirpich
- Quản lý sản xuất — Arthur Kemish
- Điều phối viên sản xuất — Victoria Tanner
- Âm thanh — Chris Rowe
- Quản lý sân khấu — Dewey Shepard
- Đại diện AEG — Michael Dugan, Andrea Ponce
- Trang phục — Floyd Williams, Joseph Cassell, Jessica Jones, Shannon Summers, Tyler Green, Todd Cantrell, Pamela Lewis
- Làm tóc và trang điểm — Donna Edmondson
- Nhà tạo mẫu tóc — Jemma Muradian
- Trang điểm nghệ sĩ — Lorrie Turk
- Loft' 89 — Stephanie Simbeck
- Kĩ sư pha trộn âm thanh — Michael Tinsley
- FOH —  David Payne
- Thợ xây — Luke Larson, Eric Piontownski, Dewey Evans, Reynaldo Rodriguez Rojas, Alex Larson, Claudya Alain
- Kĩ thuật tự động hóa — Rick Berger, Dan Hartmann, Keith Stacey, Michael Pettit
- Động cơ tự động hóa — Michael Berger
- Thợ lắp ráp — Todd Mauger, Alberto Pozzetti, Ryan Floyd
- Quản lý bảo vệ — Ryan Malutinok
- Bảo vệ — Brandon Hughes, Jason Bertrand, David Durkin, Jeff Gebhardt, Jeff Byrum
- Bảo vệ tại địa điểm biểu diễn — Marty Wallgren, Natasha Cocchiarelle
- Kĩ thuật viên về guitar — Andrew Jones, Steve Uncapher Jr., Jody Harris, Josh Miller
- Kĩ thuật viên về đàn organ — Galen Henson
- Kĩ thuật viên về âm thanh — CJ Boggs, Casey Stewart, Andrew Dudash, Simon Farrell, Otavio "Guto" Santos
- Kĩ thuật viên về trống — Mark Arnold
- Kĩ sư kiểm soát âm thanh cho nghệ sĩ — Jordan Kolenc
- Kĩ sư kiểm soát âm thanh cho ban nhạc — Scott Wasilk
- Kĩ thuật viên về tần số radio — Bill Flugan
- Kĩ thuật viên về laser/pháo sáng — Reid Schulte-Derne, Renato Sulmona, Hayden Hale, Alex Kingry, Eric Muccio, Nicholas Burcul
- Kĩ thuật viên về dây đeo cổ tay — Jacques Vanier, Eric Parker, Sebastian Lavoie
- Kĩ thuật viên về ánh sáng — John Flynn, David Evans, Nathan Ellis, Jason Bowman, Nicholas West, Chelsea Gill, Thomas James, Benjamin Timms, Paul Sadler
- Kĩ sư video — Scott Coraci
- Kĩ thuật viên video — Sean Harper, Nathaniel Fountain Jr, KarlHansen, Jon Stutsman, Mark Stutsman, Aaron Wagner, Austin Wavra, Chad Mcclymonds
- Video hậu trường — Jordan Lynn, Ivan Clow
- Đạo diễn về nội dung video — Grbriel Coutu-Dumont
- Đạo diễn/Thiết kế video của nghệ sĩ — David Farfard, Janicke Morissette
- Thiết kế chuyển động/hiệu ứng 3D — Frederic Leblank
- Hàng hóa — Butch Dominguez, Brewer Adams, Norman James
- Kiểm soát viên — Ryan Middleness
- Biên đạo múa — Tyce Diorio
- Trợ lý biên đạo múa — Tricia Miranda
- Trợ lý thiết kế sản xuất — Mellissa Garcia
- Đơn vị quảng bá — AEG Live, The Messina Group, Aiken Promotions, Marshall Arts, Greenhouse Talent, Live Nation, Peter Rieger Konzertagentur, Kyodo Tokyo

Thông tin được lấy từ The 1989 World Tour Book, The 1989 World Tour LIVE - Tour Production của Apple Music và Billboard Boxscore.

### Chú giải
1. ↑  Buổi diễn ngày 15 tháng 5 năm 2015 ở City of Rock tại Las Vegas là một phần của lễ hội Rock in Rio USA.[20]
2. ↑  Buổi diễn vào ngày 27 tháng 6 năm 2015 ở Công viên Hyde, Luân Đôn là một phần của lễ hội the British Summer Time.[172]
3. ↑  Buổi diễn tại Houston theo thông báo ban đầu sẽ diễn ra vào ngày 13 tháng 10 năm 2015 nhưng được dời lại vào ngày 9 tháng 9 năm 2015 nhằm tránh bất kì khả năng xung động lịch trình với mùa giải bóng chày 2015 Major League Baseball postseason.[177]
4. ↑  Buổi diễn đầu tiên tại St. Louis theo thông báo ban đầu sẽ diễn ra vào ngày 13 tháng 10 năm 2015 nhưng được dời lại vào ngày 28 tháng 9 năm 2015 sau khi Swift thông báo ngày diễn tại Houston.[11]
5. ↑  Buổi diễn thứ hai tại St. Louis theo thông báo ban đầu sẽ diễn ra vào ngày 14 tháng 10 năm 2015 nhưng sau khi thêm Houston vào hành trình, Swift lập lịch lại và chỉ còn diễn tại thành phố này một buổi vào ngày 28 tháng 9 năm 2015. Tuy nhiên, do lượng yêu cầu cao, cô tăng cường thêm đêm diễn ngày 29 tháng 9 cho khán giả St. Louis.[11][178]
6. ↑  Buổi diễn tại Fargo theo thông báo ban đầu sẽ diễn ra vào ngày 9 tháng 9 năm 2015 nhưng do tránh xung đột lịch với mùa giải bóng chày 2015 Major League Baseball postseason tại Houston, Swift hoãn buổi diễn tại Fargo đến ngày 12 tháng 10 năm 2015 sau khi thông báo ngày diễn mới cho Houston là ngày 9 tháng 9 năm 2015.[179]